# T-72
T-72（ロシア語：Т-72テー・セーミヂェシャト・ドヴァー）は、1971年にソビエト連邦で開発された主力戦車である。ロシアでは「ウラル」(Урал)という愛称がある。

## 概要

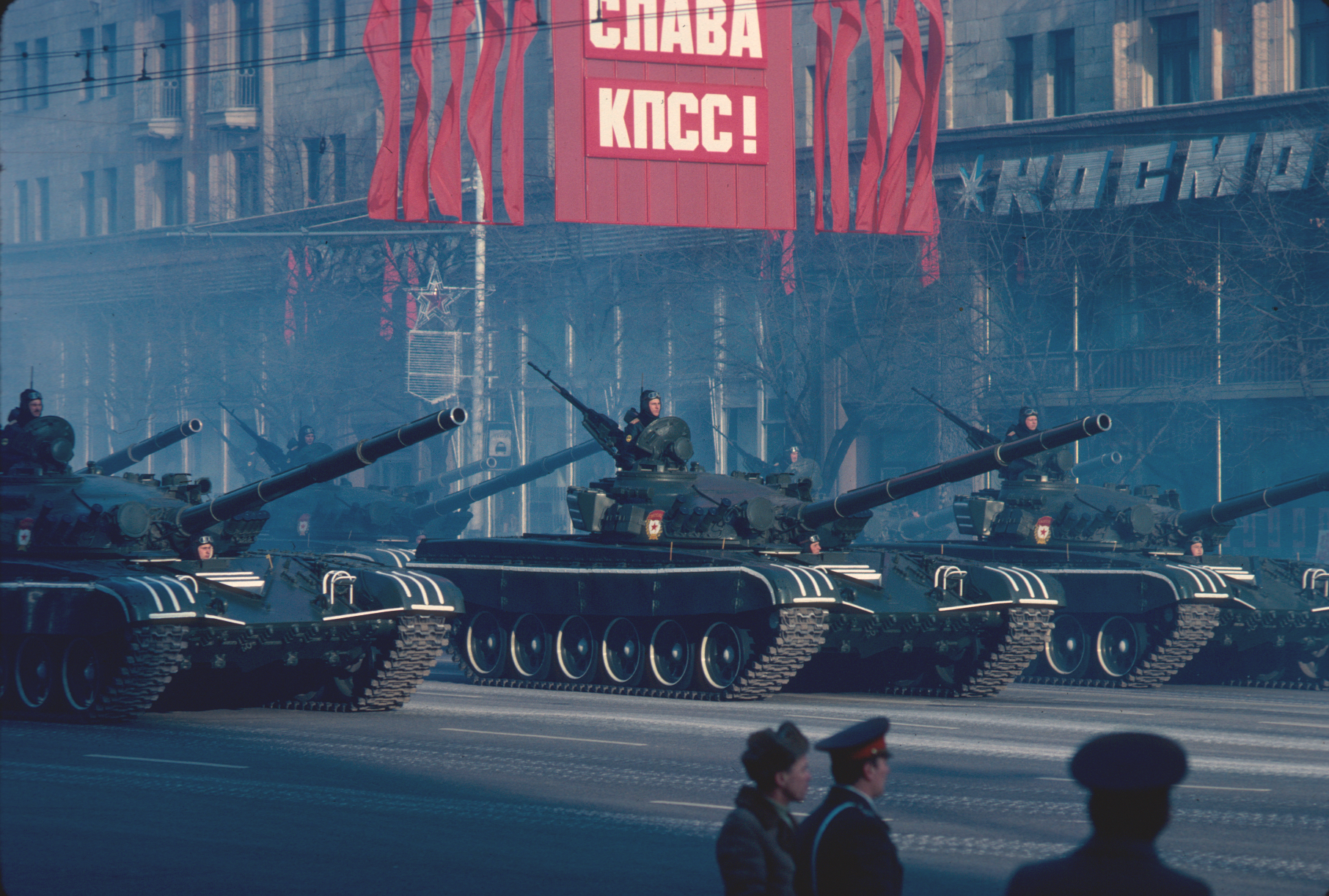
1983年の十月革命記念パレードに参加するT-72

大量生産されたT-55/T-62の後継として1973年より生産が開始された第2世代主力戦車である。高性能な精鋭部隊向けのT-80とともにハイ・ローミックスされる形でソ連軍機甲部隊に大量配備された。2022年現在もロシア連邦軍を始めとする旧ソ連構成諸国の軍で多数が配備され、機甲部隊の主力を担っている。ソ連・ロシアの同盟国、友好国に対して積極的に輸出されたほかライセンス生産も行われ、旧東側諸国を中心に中東・中南米・アフリカなど多くの国で現役である。
車高が低く軽量な車体に高火力な125mm滑腔砲を搭載し、車体・砲塔の前面を複合装甲とするなど西側第3世代戦車で主流となる技術をいち早く採用しており、同世代戦車の中では攻撃力・機動力・防御力のバランスに優れているとされる。生産開始以降大規模な改修が繰り返し行われており、2012年よりロシア連邦軍で配備が開始されたT-72B3は第3世代主力戦車に相当する性能をもつとされる。また、第3世代主力戦車T-90は本車をベースとして開発された。旧ソ連構成諸国や旧東側諸国ではそれぞれの生産技術を元に数多くのバリエーションを開発している。

## 開発と生産
1960年代、ソビエト連邦はT-64を新たな主力戦車として配備を進めていたが、当時の最新技術を詰め込んだ結果、5TDFディーゼルエンジンをはじめ自動装填装置の不具合など多くの問題点が露見、そして、最大の問題は生産コストの高さであり、充分な数を配備することが厳しい状態だった。
こうした中、T-64よりも堅実な戦車の開発が、1967年からT-62の車体をベースとした「オブイェークト172」として始まり、「オブイェークト172M」としてプロトタイプが完成した。1971年-1973年にかけ各種試験を経て正式にT-72として採用され、1974年よりチェリャビンスクのキーロフ記念チェリャビンスク工場にて、従来のT-55およびT-62の生産ラインから全面的に切り替えられ、生産が開始された。
T-72は、旧共産主義圏にて、1970年代からソビエト連邦の崩壊の1991年までもっとも多く使われた戦車であり、ソ連国内の主力工場であるウラル車両工場だけでも1990年までに22,096両が生産された。ポーランドやチェコスロバキア、インド、ユーゴスラビアでもT-72M等の輸出型（いわゆるモンキーモデル）がライセンス生産され、総生産数は各型合わせて30,000両を超えるとされる。
ワルシャワ条約機構加盟国以外にもフィンランドやイラン・イラク・シリア・リビアなどの親ソ中東諸国にも輸出された。80年代にはイラクに対しチェコやポーランド、ソ連がT-72完成品を輸出した。後には、半完成部品をノックダウン生産でイラクで組み上げて中国製の部品で改造も行い、国産戦車を自称してバビロンの獅子と命名された。またイラン・イラク戦争で使用した直輸入T-72の砲身寿命が短く、ソ連からの交換部品の供給も滞ったことから、イラク国内に砲身工場を作ることになり、これがライセンス生産化の始まりであったという。なお、ユーゴスラビア型のM-84はクウェートに輸出され湾岸戦争で対イラク戦に使用され、後にイラク戦争後の新生イラク軍（イラク治安部隊）にも導入されている。
ソ連においては、1974年に配備が始まった初期型から数多くの改修が実施されている。初期に生産されたモデルはステレオ測遠器を装備していたが、1978年から生産されたT-72Aでレーザー測遠器が装備され、砲塔に複合装甲が採用された。1985年に採用されたT-72Bでは主砲から対戦車ミサイルが発射可能となり、エンジンも840馬力のV-84に換装された。同年にはリアクティブ・アーマーが追加された。ソ連崩壊後はオーバーホールを兼ね改修が行われ1999年よりT-72BA、2012年より大幅な近代化が図られたT-72B3への改修が進んでいる。
旧ソ連構成諸国や旧東側諸国ではそれぞれの生産技術を元に数多くのバリエーションを開発しており、自国で生産したオリジナルタイプの輸出から既にT-72を購入した国への改修パッケージキットの販売など、その販売形態も広がっている。T-72自体が長期に渡り多くの国々に供給されたこともあり、ソ連から独立した諸国にとっては現在でも魅力的な軍事マーケットとなっている。

## 構成

T-72の車内配置（①操縦手、②車長、③砲手、④自動装填装置）

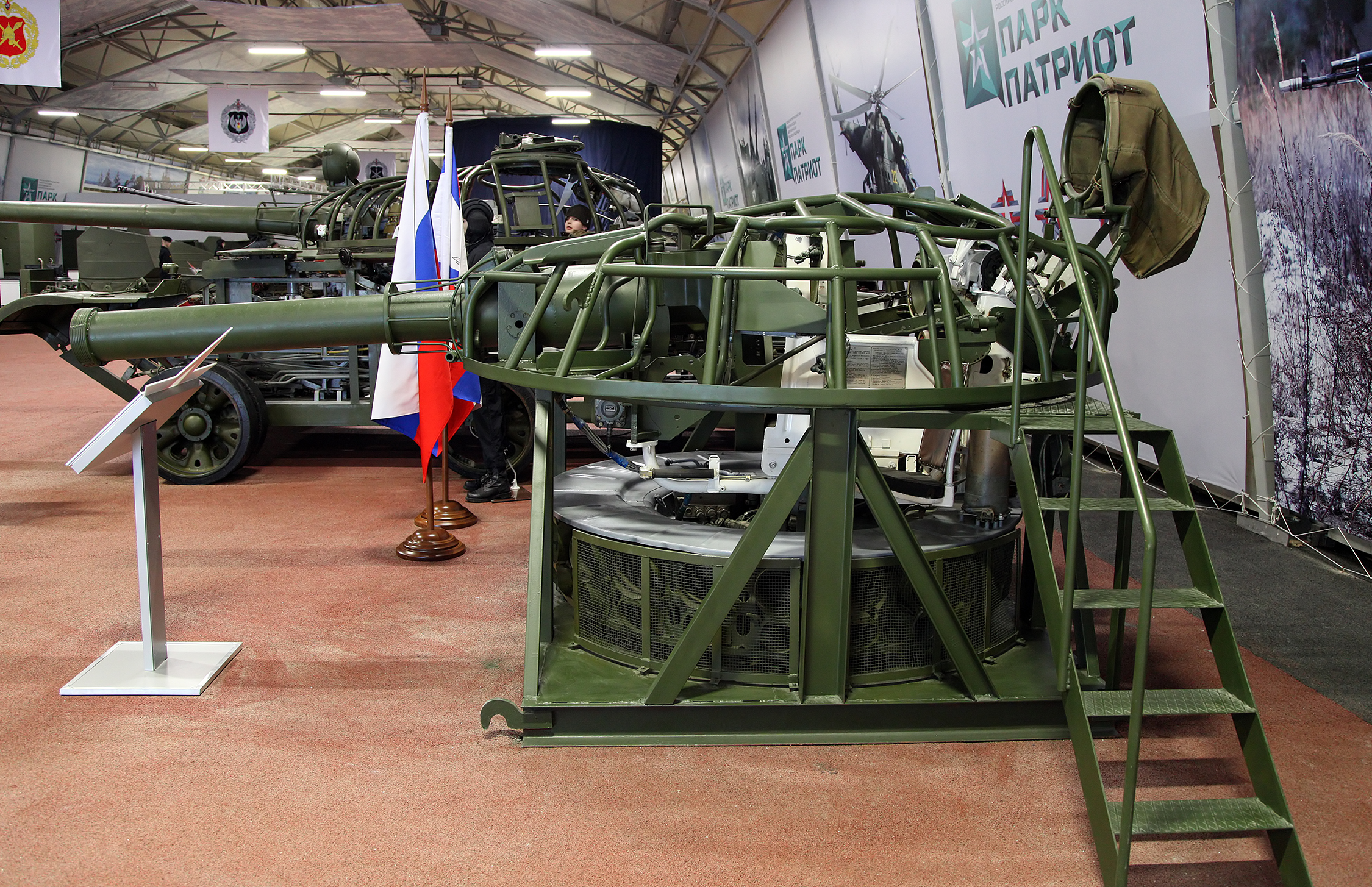
砲塔の構成

### 火力
主砲は D-81TM 125 mm滑腔砲（GRAUコード：2A46M）で、西側の120mm/L44滑腔砲と比較しても遜色ない威力とされる。
初期型では光学式ステレオ測遠器、T-72A以降の改修型ではレーザー測遠器を備え、測遠器と連動した弾道計算機を搭載する。T-62では照準器内の目盛と目標物の大きさを比較して距離を推定するスタジア・メトリック式を採用しており、1500m以遠の目標に対して命中率が著しく低下する弱点があったが、T-72では正確な測遠器と弾道計算機により遠距離交戦能力が向上している。T-72B3では「ソスナＵ」射撃管制装置を装備し、砲塔上部の気象マストで計測した環境データを用いた高精度な射撃が可能となっている。
アクティブ・パッシブ兼用の赤外線暗視装置を装備しており、有効視認距離は500m程度と限定的ながら、星明りによる暗視が可能である。暗視装置の性能を補うために主砲脇に円盤型の「ルナ」赤外線投光器を備える。西側では1980年代から配備が本格化した熱線映像装置は、ソ連時代に生産されたT-72には装備されなかったが、T-72B3ではフランス製「CATHERINE-FC」熱線映像カメラが搭載され、「ルナ」は取り外されている。
T-72Bからは9K120「スヴィーリ」ミサイル発射システムを備え、最大射程5,000mの9M119M「インバル」などの対戦車ミサイルを主砲から発射できる。ミサイルはレーザービーム・ライディングにより誘導される。この装置により主砲の最大射程を超える距離でも交戦できるようになった。なおミサイル発射機能を持たないT-72B1も同時に生産されており、全てのT-72が主砲からミサイルを発射できるわけではない。
砲塔直下には回転式自動装填装置（ロシア語：АЗ）搭載する。本装置は弾頭と半焼尽薬莢（装薬）が分離した砲弾を戦闘室直下の円形ドラムに格納し、それらをホイスト式の自動装填装置が拾い上げて装填する仕組みである。本装置によりT-72の乗員は3名に減少している。重い125mm砲弾を高速で機械装填できることに加え、正面からの砲撃戦で被弾率が低い車体底部に砲弾を集約することで、生存性の向上も期待された。先に自動装填装置が採用されたT-64では、水平に配置した弾頭と立てた姿勢の装薬筒をアームが拾い上げて装填する方式であったが、T-72では、弾頭と装薬筒の両方を底部近くに水平に収納する回転ドラム式となったため、地雷での破壊が多く発生した。これらは西側第3世代戦車であるルクレールや90式戦車が採用している弾頭/薬莢一体型の弾薬を用いる自動装填装置とは根本的に仕組みが異なる。

### 装甲
本車の装甲は度々改修が行われており、多くのバリエーションが存在する。
砲塔は鋳造鋼鉄で、最も厚い部分で約475 mmであったとされ、距離1,000 mから発射された105mm徹甲弾に対して抗堪可能な防護力を備えていた。T-72Aから砲塔前面部にシリカと酸化金属類の混合物で構成されたセラミック素材「クヴァルツ」を封入した複合装甲となり、CE弾に対してRHA換算で500-560mmほどの防護力を発揮したとされる。T-72Bからは対APFSDS対策として非爆発反応装甲(NERA)モジュールと中空装甲をすのこ状に重ね合せた構成に一新した。
車体はウラルから前面部に複合装甲を採用しており、ガラス繊維強化樹脂をそれぞれ厚さの違う均質圧延装甲で挟み込んだ構造となっている。その厚さは200 mm程度だが、RHA換算値でKEP弾に対して330 mm、CE弾で450mm相当の防護力を有している。T-72Bではこちらも対APFSDS対策として多層式の中空装甲に変更されている。
1985年からは成形炸薬弾（HEAT）に対し有効な「コンタークト1」爆発反応装甲が追加装備された。さらにT-72B 1989年型からはAPFSDSにも有効な「コンタークト5」が装備された。ソ連崩壊後に西側で行われたテストでは、「コンタークト5」は当時米軍が配備していたAPFSDSの弾体を粉砕し、完全に無力化できることが確認された。
一方で輸出型であるT-72M/M1では、複合装甲部分を単なる鋼板にスペックダウンしたと言われている。しかし実際は最初の輸出型から複合装甲を備えており、T-72M1からは砲塔前部に「クヴァルツ」を封入した複合装甲となっている。これはT-72Mが電子機器等をT-72Aに準じながらも、ウラルと同じく砲塔部が鋳造鉄鋼であったことから生まれた流説だった可能性がある。
当初は車体側面に対戦車ミサイル対策としてアルミ製の装甲パネルを装備していたが、破損しやすかったため、後に金網入りのゴム製サイドスカートに変更された。

### エンジンと駆動系
T-34に搭載されたV-2ディーゼルエンジンを改良した、V型12気筒4ストロークディーゼルエンジンを搭載する。T-64やT-80が野心的な設計のエンジン（T-64は対向ピストンエンジンの5TD、T-80はガスタービンエンジン）を搭載し、高性能の一方で信頼性の低さに悩まされたのに対して、本車のエンジンは凡庸な性能ながら信頼性が高く、本車が各国で配備され続ける理由の一つとなっている。
本車はT-64のエンジン、および足回りの問題が発端で開発が始まったこともあり、エンジンは信頼性が高いものが選択された。T-72が採用するV-46は、第二次世界大戦時のBT-7MやT-34が搭載したV-2を改良して横置き型とし、さらに出力を500馬力から780馬力に引き上げたものである。T-72シリーズは1970年代から長期にわたり運用されているため、T-72Bでは840馬力のV-84、T-72B3では1000馬力のV-92S2、T-72B3Mでは1130馬力のV-92S2Fと車両の改修・発展ごとにエンジンも高出力のものに換装されている。
トランスミッションは遊星歯車機構を用いた7段変速で、油圧補助により軽い力で操作できる。操縦は左右の履帯を2本のレバーで操作する、この世代の戦車としてはオーソドックスな形式である。T-72B4など一部の改修型でオートマチックトランスミッションとハンドル型操縦装置の導入が試みられているが、費用の問題もあって本格的な配備には至っていない。なお、機構を簡略化するために後進速度が最高4.18km/hに制限されている。
また、ソビエト連邦の崩壊以降はロシア以外のT-72保有国でそれぞれ独自の改修を施しているため、エンジンや駆動系についても各国で馬力やシステムが異なる。

### 車体
ソ連の戦車はヨーロッパ平原での運用を想定して極力低車高に設計されているが、本車の車高は2.19～2.23mしかなく、先代のT-62（車高2.4m）よりもさらに低くなっている。西側のチーフテンより60cm、レオパルト1より40cmほど低い。無砲塔として車高を下げたStrv.103より10cm弱高いだけに過ぎず、74式戦車と同程度である。
また全体的に車体が小さいため、重装甲であるにも関わらず車重も西側諸国の主力戦車と比べて軽量である。初期型で41トン、多数の追加機材を導入し装甲を強化したT-72B3でも46トンしかない。当時のワルシャワ条約機構下ではこの重さを基準に道路や橋を設計したと言われており、自軍の戦車が進行するには有利かつ、他国の戦車の侵攻を阻む地形になっていた。軽量なことから、780馬力にもかかわらず、ドイツのアウトバーンでは調速機を解除することで110km/hの路上最大速度を記録したと言われる。
乗員は、砲塔の主砲右側に車長、左側に砲手、車台中央前方に操縦手の3名が搭乗する。車内は狭いものの乗員毎に個別のスペースがあり、乗降ハッチも一人にひとつ用意されている。
ソ連時代に生産されたT-72の各型には冷房が装備されておらず、各乗員の前に小型扇風機が設置されているのみである。

## 弱点
125 mm滑腔砲や複合装甲を備えたT-72は前述のように攻撃力・防御力・機動力で同時代の他国の主力戦車を上回り、また、それらのバランスも優れていた一方で、以下のカタログデータには現れない弱点があった。

### 生存性

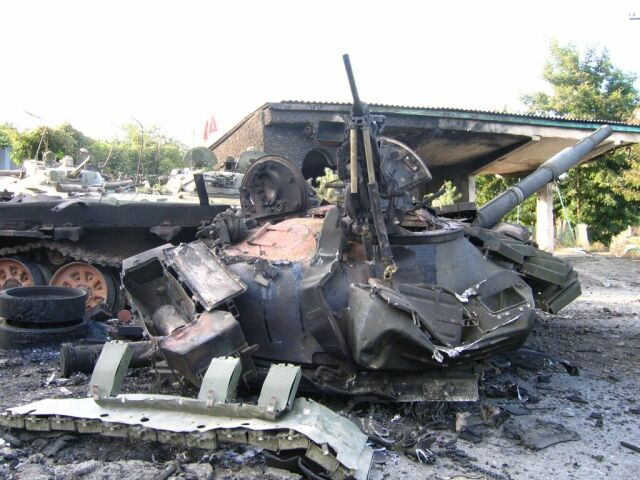
ロシア軍に破壊され、砲塔が車体から脱落したグルジア軍のT-72（南オセチア紛争）

T-72では回転型自動装填装置により弾薬を被弾率が低い車体底部に集約し、生存性の向上を狙った。また、湿式弾薬庫とすることで弾薬への延焼を防ぐ設計となっていた。これは乗員と弾薬をまとめて防御できるため効率的で、車高も抑えられ被弾率が低くなるほか、引火した場合でも乗員が脱出する時間を稼げるという利点があった。これらの防御方式は、ただ砲弾を搭載しているだけの、同世代の西側第2世代戦車と比べると、進歩的な方式であった。
一方、その構造から車体底部の弾薬に誘爆した際には爆風が戦闘室を直撃し、砲塔が真上に吹き飛ぶ「びっくり箱効果」で車体が大破する恐れが指摘されている。実戦では車内にむき出しの予備弾薬を搭載している場合も多く、この場合貫通した砲弾が弾薬庫に直撃しなくとも、防護されていない予備弾薬に引火して車内に甚大な被害をもたらす。しかし、車体弾薬庫は西側戦車でも採用されており、「びっくり箱」に近しい現象がレオパルド2等でも報告されている。
これは、後の西側の第三世代主力戦車の多くが、車高が高くなるという欠点があるものの、比較的被弾率が高い砲塔外側のバスルに弾薬庫を置き、誘爆した場合には隔壁で戦闘室内への爆風の侵入を防ぎ、ブローオフパネルで車外へ爆風を逃がすことで、乗員の生存率向上と車体全体の損害軽減（その分修理が容易になり、稼働率が下がりにくい）を狙っているのとは対照的である。
また「被弾率が低い」というのは戦車や対戦車砲などで地上から狙った場合の話であり、砲塔上部の装甲が薄いことも相まって上部から攻撃を受けた場合に脆弱であり、T-72では砲塔下方の車体底面に弾薬庫（と自動装填装置）があることから砲塔上面から貫通した弾丸が弾薬庫に被弾すると誘爆を起こす可能性が高い。この問題は基本的に、T-72のみならず同様の構造となっている第三世代戦車のT-80、T-90や、中国の99式戦車なども同様である。
さらに変速機を簡略化するために後進速度は4.18km/hに制限されており、また超信地旋回ができない構造になっている。このため、隊列の先頭車両が敵軍の攻撃により破壊擱座した場合に後退が遅いため、同一の敵軍から攻撃を受ける可能性が高くなる。また、超信地旋回が不可能で転回の回転半径が大きいため、前車両の走行路から左右にはみ出して攻撃を受けたり、先行車両が踏まなかった地雷の被害を受ける可能性が高くなる。このため、ウクライナ戦役では先頭車両が擱座した場合に後続の車両群が大被害を出す結果となった。その実践経験から、先頭車両が擱座して後続車両群が身動きがとれなくなると、まだ破壊されていない車両からも乗員が脱出逃避する結果となっている。
こと実戦では、湾岸戦争やイラク戦争、チェチェン紛争やグルジア戦争、ウクライナ戦争において、これに起因する砲塔が吹き飛んだことによる弾薬庫が位置する車体中央下部が著しく損壊したT-72が目撃されている。湾岸戦争やイラク戦争ではアメリカ軍のA-10攻撃機や攻撃ヘリコプターによる航空攻撃の、チェチェン紛争やシリア内戦、ウクライナ戦争における市街戦では建物上部に陣取った対戦車部隊の格好の標的となった。中でもウクライナ戦争では、ロシア連邦軍の装甲戦闘車両含め多大な損害を出す中で、特にNATO諸国がウクライナへ供与したFGM-148 ジャベリンやNLAWなどの、平地での戦闘でも容易に砲塔上面からの攻撃が可能なトップアタック (Top attack) 式の対戦車ミサイルにより、T-72に限らずT-80・T-90を含め砲塔が吹き飛ぶなどして撃破される損害を被っている。

### 砲の仰角俯角
ソ連の戦車はヨーロッパ平原での運用を想定して砲塔の小型化や低車高化を優先しており、砲の俯仰角が小さくなりがちであった。T-72はそれまでのT-55やT-62から更に砲塔の小型化と長砲身化を進めたため、砲の上下の可動範囲が-6/+13度と狭く、山岳戦、市街戦になったチェチェン紛争ではビルや山の上に構築された陣地や、肉薄する歩兵に対する砲撃ができない状況が散見された。
歩兵への支援任務が圧倒的に多くなる途上国の紛争では、T-72よりも仰角俯角の大きく取れるT-54/55が現場では好まれるという。この欠点もT-72だけでなくT-64やT-80、T-90にも共通したものである。
なお、ロシア軍では上記のチェチェン紛争の戦訓としてT-72その他の戦車を改良するのではなく、BMP-T（戦車支援戦闘車）という新しいコンセプトの車両を開発し、戦車と共同運用することで解決策とした。

### 拡張性
砲塔・車台とも小型に設計されているため車内の容積に余裕が少なく、新しい装備や機材を追加導入しづらい構造である。但し、近年では技術の進歩により精密機材の小型化が可能になったため、T-72B3Mなどでは車長用パノラマサイトの装備によるハンターキラー能力の付与が可能となった。
主砲弾のAPFSDSは弾芯が長いほど貫通力の向上に有利であるため、2020年現在西側で配備される砲弾では弾芯が装薬部分に入り込んだ構造になっている。T-72系列の戦車は装薬が別になった分離式砲弾であることと自動装填装置の機械的制約上、弾芯延長の上限が西側の120mm砲と比べ短く、火力において不利な状況にある。この対策としてT-72B3では主砲を自動装填装置が改良された2A46M-5に変更し、より弾芯が長い「Svinets-1/2（Свинец-1/2）」砲弾が使用できるようになった。

## 比較
|          | T-14                                      | T-90                                      | T-80U                                                       | T-80                               |
| -------- | ----------------------------------------- | ----------------------------------------- | ----------------------------------------------------------- | ---------------------------------- |
| 画像     |                                           |                                           |                                                             |                                    |
| 世代     | 第3.5世代                                 | 第3世代                                   | 第3世代                                                     | 第3世代                            |
| 全長     | 10.8 m                                    | 9.53 m                                    | 9.55 m                                                      | 9.55 m                             |
| 全幅     | 3.5 m                                     | 3.78 m                                    | 3.6 m                                                       | 3.6 m                              |
| 全高     | 3.3 m                                     | 2.23 m                                    | 2.2 m                                                       | 2.2 m                              |
| 重量     | 55 t                                      | 46.5 t                                    | 46 t                                                        | 42.5 t                             |
| 主砲     | 2A82-1M 125mm滑腔砲                       | 2A46M/2A46M-5 51口径125mm滑腔砲           | 2A46M-1/2A46M-4 51口径125mm滑腔砲                           | 2A46M-1/2A46M-4 51口径125mm滑腔砲  |
| 装甲     | 複合+爆発反応+ケージ （外装式モジュール） | 複合+爆発反応+ケージ （外装式モジュール） | 複合+爆発反応 （外装式モジュール）                          | 複合+爆発反応 （外装式モジュール） |
| エンジン | 液冷4ストローク X型12気筒ディーゼル       | 液冷4ストローク V型12気筒ディーゼル       | ガスタービン or 液冷2ストローク 対向ピストン6気筒ディーゼル | ガスタービン                       |
| 最大出力 | 1,350 - 2,000 hp                          | 840 - 1,130 hp                            | 1,000 - 1,250 hp                                            | 1,000 - 1,250 hp                   |
| 最高速度 | 80 – 90 km/h                              | 65 km/h                                   | 70 km/h                                                     | 70 km/h                            |
| 懸架方式 | 不明                                      | トーションバー                            | トーションバー                                              | トーションバー                     |
| 乗員数   | 3名                                       | 3名                                       | 3名                                                         | 3名                                |
| 装填方式 | 自動                                      | 自動                                      | 自動                                                        | 自動                               |

|          | T-72                                | T-64                                                       | T-62                                | T-55                                | T-54                                |
| -------- | ----------------------------------- | ---------------------------------------------------------- | ----------------------------------- | ----------------------------------- | ----------------------------------- |
| 画像     |                                     |                                                            |                                     |                                     |                                     |
| 世代     | 第2.5世代 （B型以降第3世代）        | 第2.5世代                                                  | 第2世代                             | 第1世代                             | 第1世代                             |
| 全長     | 9.53 m                              | 9.2 m                                                      | 9.3 m                               | 9.2 m                               | 9 m                                 |
| 全幅     | 3.59 m                              | 3.4 m                                                      | 3.52 m                              | 3.27 m                              | 3.27 m                              |
| 全高     | 2.19 m                              | 2.2 m                                                      | 2.4 m                               | 2.35 m                              | 2.4 m                               |
| 重量     | 41.5 t                              | 36～42 t                                                   | 41.5 t                              | 36 t                                | 35.5 t                              |
| 主砲     | 2A46M/2A46M-5 51口径125mm滑腔砲     | 2A21 55口径115mm滑腔砲 2A46M 51口径125mm滑腔砲 （A型以降） | U-5TS（2A20） 55口径115mm滑腔砲     | D-10T 56口径100mmライフル砲         | D-10T 56口径100mmライフル砲         |
| 装甲     | 複合 （B型以降爆発反応装甲追加）    | 通常                                                       | 通常                                | 通常                                | 通常                                |
| エンジン | 液冷4ストローク V型12気筒ディーゼル | 液冷2ストローク 対向ピストン5気筒ディーゼル                | 液冷4ストローク V型12気筒ディーゼル | 液冷4ストローク V型12気筒ディーゼル | 液冷4ストローク V型12気筒ディーゼル |
| 最大出力 | 780 - 1,130 hp/2,000 rpm            | 700 hp/2,000 rpm                                           | 580 hp/2,000 rpm                    | 580 hp/2,000 rpm                    | 520 hp/2,000 rpm                    |
| 最高速度 | 60 km/h                             | 65 km/h                                                    | 50 km/h                             | 50 km/h                             | 50 km/h                             |
| 懸架方式 | トーションバー                      | トーションバー                                             | トーションバー                      | トーションバー                      | トーションバー                      |
| 乗員数   | 3名                                 | 3名                                                        | 4名                                 | 4名                                 | 4名                                 |
| 装填方式 | 自動                                | 自動                                                       | 手動                                | 手動                                | 手動                                |

## 戦歴
1974年以降ソ連軍に大量配備されたT-72であるが、対NATOを想定していた西部の軍管区やワルシャワ条約機構加盟国駐留ソ連軍に優先的に配備されたため、1979年から始まったアフガニスタン紛争には投入されず、実戦機会はなかった。ソ連時代におけるソ連本国での使用は、わずかに1991年のソ連8月クーデターの際に出動したのみであった。一方で、従来は戦車を含めた各種兵器は主に本国で旧式化した装備を輸出していたが、T-72に関してはモンキーモデルと呼ばれる輸出用モデルが早い段階で生産されたため、ソ連崩壊以前には中東などに輸出された車両を中心に実戦経験を積み重ねていくことになった。
T-72が西側の主力戦車（MBT）と戦火を交えたのは、1980年に勃発したイラン・イラク戦争においてソ連製戦車を中心とするイラク軍のT-72がチーフテンなどを装備するイラン軍と交戦したのが最初である（デズフールの戦い）。当時最新鋭のT-72はAPFSDSを使用し、重装甲を誇るチーフテンを正面から易々と貫徹し多数撃破するなど善戦した。
T-72の戦闘が初めて世界の注目を集めたのは、1982年にイスラエルがレバノンへ侵攻した（イスラエル作戦名「ガリラヤの平和」）際にシリアのT-72がメルカバ Mk.1と交戦した時である。シリア第3機甲師団の装備するT-72は、ベッカー盆地南部で6月10日頃、従来型のAPDS弾を搭載したショット（イスラエル軍仕様センチュリオン）戦車一個大隊を攻撃し、これに損害を与え撤退させた。また、ERA装備型のM60とも交戦し、数両を撃破した。これに対しイスラエル軍のベンガル少将は翌日、第7機甲旅団の新鋭戦車メルカバを派遣。当時のメルカバ Mk.1の主砲は一世代前とされるL7 105 mm戦車砲であったが、イスラエルが独自に開発した完全タングステン合金弾芯のAPFSDSの性能やイスラエル軍とシリア軍の戦車兵の錬度の差があったことなどが原因でT-72はメルカバに遠距離から撃破された。しかし逆に防御力で当時から有名なメルカバの正面装甲を正面から貫徹、撃破した例も多数ある。
ソ連末期には構成共和国内で民族紛争が多発していたが、1991年12月のソ連崩壊以降は独立した各国で戦争状態が本格化し、旧ソ連軍に配備されていたT-72もナゴルノ・カラバフ戦争、チェチェン紛争などに相次いで投入された。チェチェン紛争ではグロズヌイの戦いで激しい市街戦が発生し、チェチェン側の対戦車部隊の攻撃で多数のT-72が撃破されている。

### 主な戦歴
- アンゴラ内戦（1980-1988年）

アンゴラ軍とキューバ軍が使用。
- イラン・イラク戦争（1980-1988年）

イラク軍が使用。
- レバノン内戦（1982年）

シリア軍が使用。
- 湾岸戦争（1990-1991年）

イラク軍が使用。主に共和国防衛隊で運用された。
- ユーゴスラビア紛争（1991-1994年）
- ナゴルノ・カラバフ戦争（1992-1994年）

ソ連崩壊以降の戦闘本格化に伴いアルメニア軍とアゼルバイジャン軍の双方が使用。
- 第一次チェチェン紛争（1994-1996年）

ロシア軍が使用。チェチェン・イチケリア共和国軍も鹵獲した物を運用。
- ユーゴスラビア・コソボ戦争（1998-1999年）

ユーゴスラビア軍が使用。
- 第二次チェチェン紛争（1999-2009年）

ロシア軍が使用。チェチェン・イチケリア共和国軍も鹵獲した物を運用。
- イラク戦争（2003-2011年）

イラク軍が使用。主に共和国防衛隊で運用された。
- 南オセチア紛争（2008年）

ロシア軍、グルジア軍双方が使用。
- 第一次リビア内戦（2011年）

カダフィ派、反カダフィ派双方が使用。
- シリア内戦（2011年-）

シリア軍が使用、自由シリア軍やイスラム国（IS）等の反政府勢力も政府軍や他の武装勢力が政府軍から鹵獲した物を更に鹵獲し運用。
- ウクライナ紛争 (2014年-)

親ロシア派の武装組織が使用。ロシア軍の新鋭モデルT-72B3が使用されているが、ロシアはウクライナへの派兵を否定している。
- 第二次リビア内戦（2014年-2020年）

トリポリ政府軍とトブルクを拠点としたリビア国民軍の双方が使用。
- 2020年ナゴルノ・カラバフ紛争 (2020年)

アゼルバイジャン軍とアルメニア軍の双方が使用。
- ウクライナ戦争（2022年-)

ロシア連邦軍とウクライナ軍の双方が使用。また、ロシア軍はT-72B3を実戦投入しウクライナ軍の対戦車ミサイルによる攻撃を受け多数が撃破されているが、対戦車ミサイルの戦車上部への攻撃に対し爆発反応装甲であるコンタークトが動作し撃破されなかった事例も多数確認されている。ウクライナ軍は独自改修型であるT-72AM/MP/AG/-120/AMTに加えてロシア軍から鹵獲した車両を運用。また、2022年11月に米、オランダ両政府はチェコが保有するT-72戦車計90両を光学・通信機能などを追加する改修を施した上でウクライナに提供すると発表した。

### 湾岸戦争・イラク戦争において

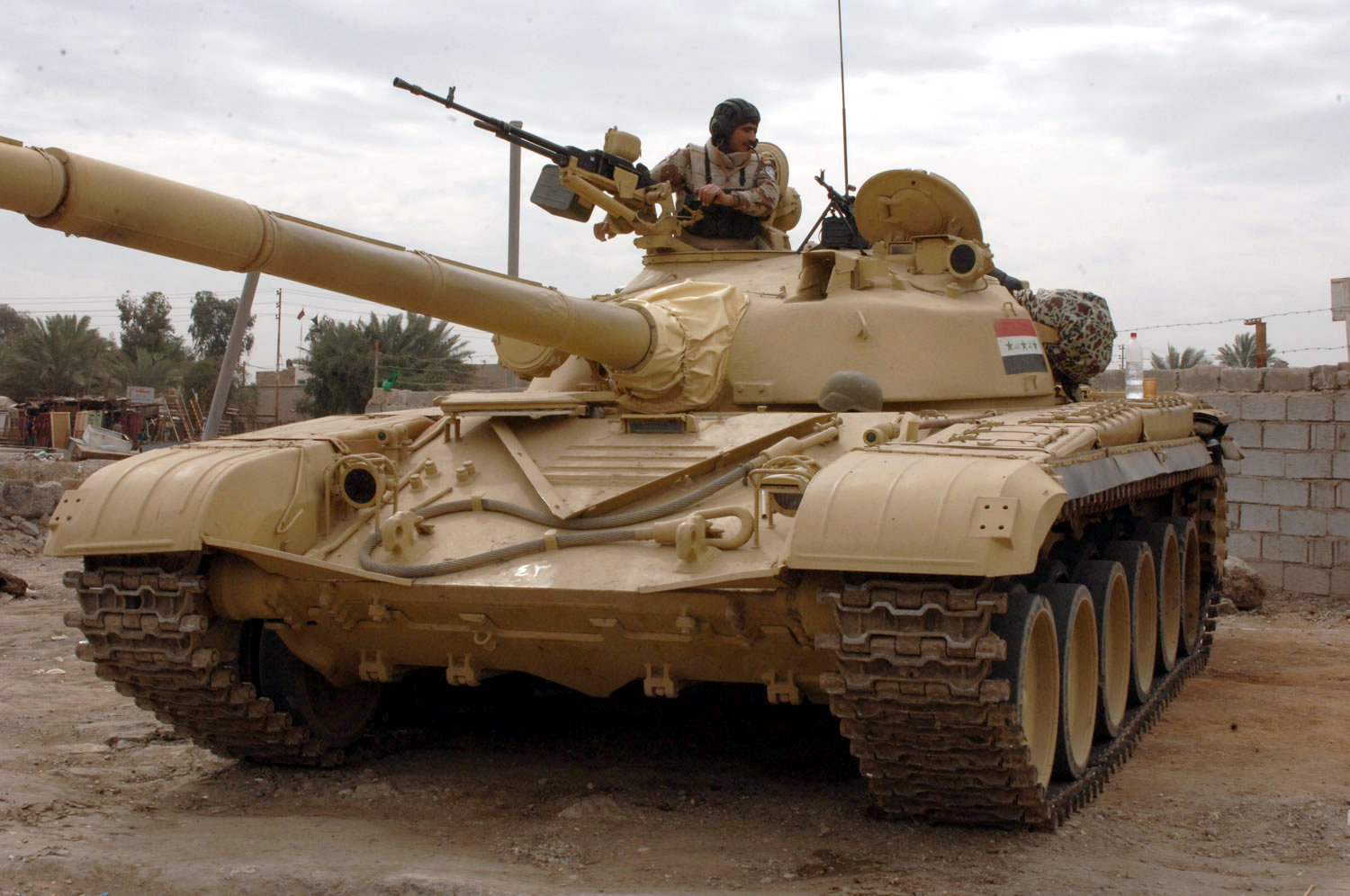
イラク戦争後に編成された、イラク治安部隊のイラク陸軍で使用されるT-72M（2006年）

1991年と2003年、二度にわたりT-72は西側の第3世代戦車である、M1エイブラムス、チャレンジャー1・2と激突した。アメリカ軍を中心とした多国籍軍の戦車は、貫通力の高い劣化ウラン弾を採用した強力な砲弾と、同じく劣化ウランを織り込んだ防御力の高い装甲、夜間でも確実に標的を捕らえることのできる射撃管制装置など最先端の装備で臨み、圧倒的な制空権のもとでエアランド・バトル戦を展開した。それに対しイラク軍は航空優勢を失っており、保有していた5,100両の戦車のうち、T-72の保有数は1,038両程度と全体の約20％程度しかなく、その多くが共和国防衛隊に集中配備されていた。
イラク軍が運用していたT-72M/M1はともに複合装甲を装備していたものの、多国籍軍戦車が使用するAPFSDS弾に対しての防御力は期待できるものではなかった。また使用していたAPFSDS弾の侵徹体もタングステン製ではなく、旧式の鋼鉄製のものが使用されたと言われている。
このため、M1エイブラムスの砲塔に直撃弾を与えたにもかかわらず、全くダメージを与えることができなかったケースがあり、実際にエイブラムスの搭乗員より練度が高い共和国防衛隊のT72の搭乗員が140mの至近距離からエイブラムスの砲塔側面に鉄製のAPFSDS弾を複数回命中させたが装甲表面が凹んだ程度の損害しか与えられずに稜線ごと撃破されていたりとM型の劣化ぶりを象徴するエピソードが多数ある。。
イラクが行った改良はレーザー検知器を加えた程度であったため、多国籍軍側戦車との性能差は明らかであり、T-72は殆ど一方的に撃破された。また、上述の生存性の項の通り、T-72は砲塔下部に砲弾を収納する設計になっていたため、貫通した砲弾によりたやすく誘爆を招いて砲塔が真上に吹き飛ぶ「びっくり箱効果」を起こした。
湾岸戦争における73イースティングの戦いなど、夜間に最新の電子装備が搭載されたM1A1HAにより一方的に撃破される映像が世界中に流されたこともあり、T-72の兵器としての商品価値は一気に下落しイメージの失墜を招き、それに伴う輸出の不振を招いた。T-72の全面改修タイプであるT-90は、この失墜したロシア製兵器のブランドイメージ回復を目的に開発されたと言われ、また、輸出に際してもモンキーモデルにせず、本国と同等の仕様にしているとも言われる。

### ロシア・ウクライナ戦争における戦闘
ウクライナ戦争に際して、ロシア軍は機甲部隊の主力として多数のT-72を投入した。その中には旧型のT-72AVやT-72Bから、新型のT-72B3や発展型であるT-90まで含まれる。特に主力となっているT-72B3Mに至っては、開戦から3月22日までの間に25％強の損失を出していることが、オランダの「Oryx Blog」で報じられている。
なお、T-72系列を含めた多数のロシア軍戦車がウクライナ側に鹵獲または撃破されているが、その被害の多くはウクライナ軍戦車など装甲戦闘車両との戦闘ではなく、FGM-148 ジャベリンなどの歩兵用携帯兵器によるものであることが特徴であり、またレオパルト2やM1エイブラムスなどの西側第三世代戦車を含めたウクライナ軍戦車の被害も、その多くはロシア軍装甲戦闘車両によるものではない。

## 型式

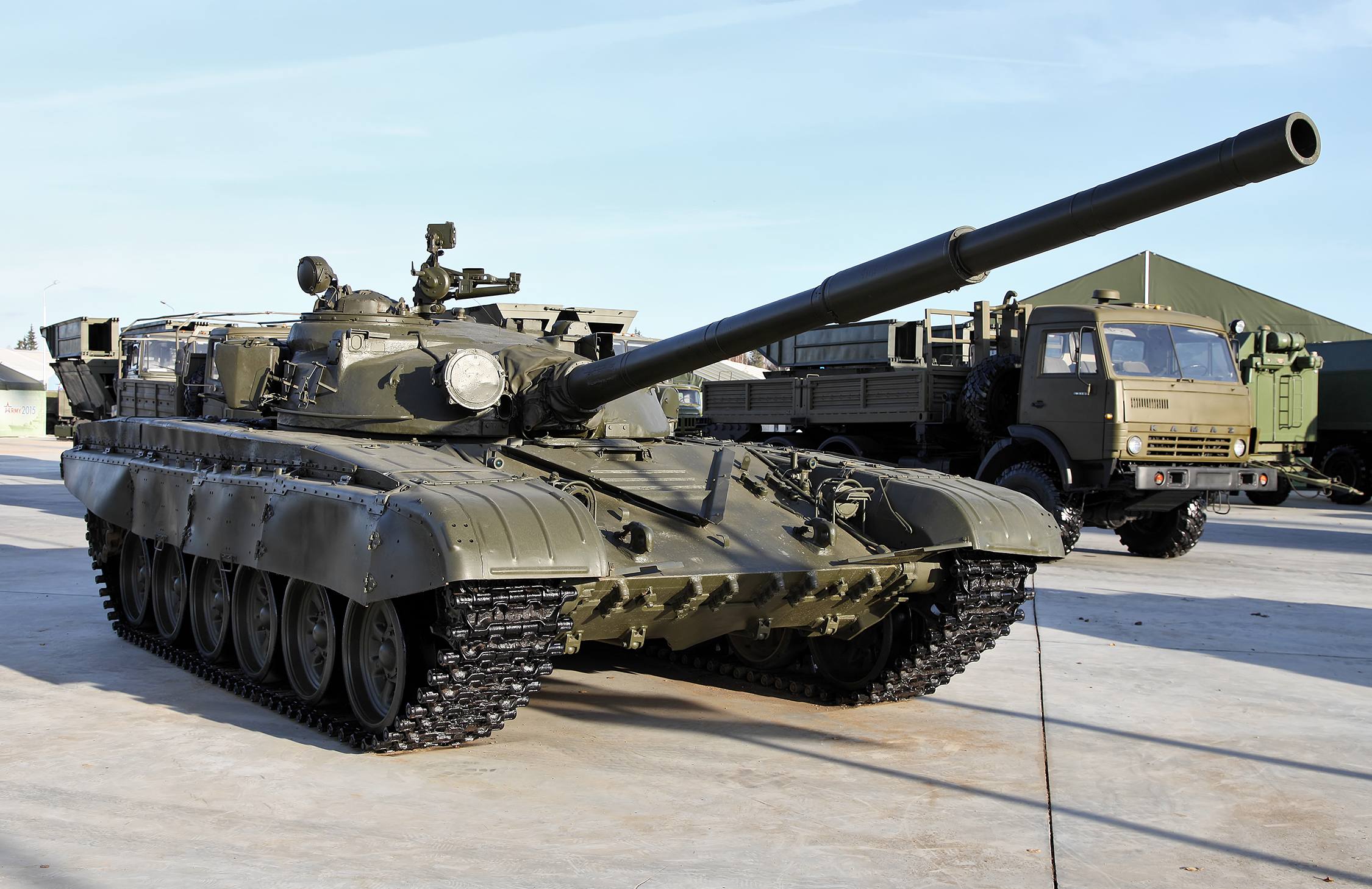
T-72 ウラル
砲塔にステレオ測遠器の窓がある

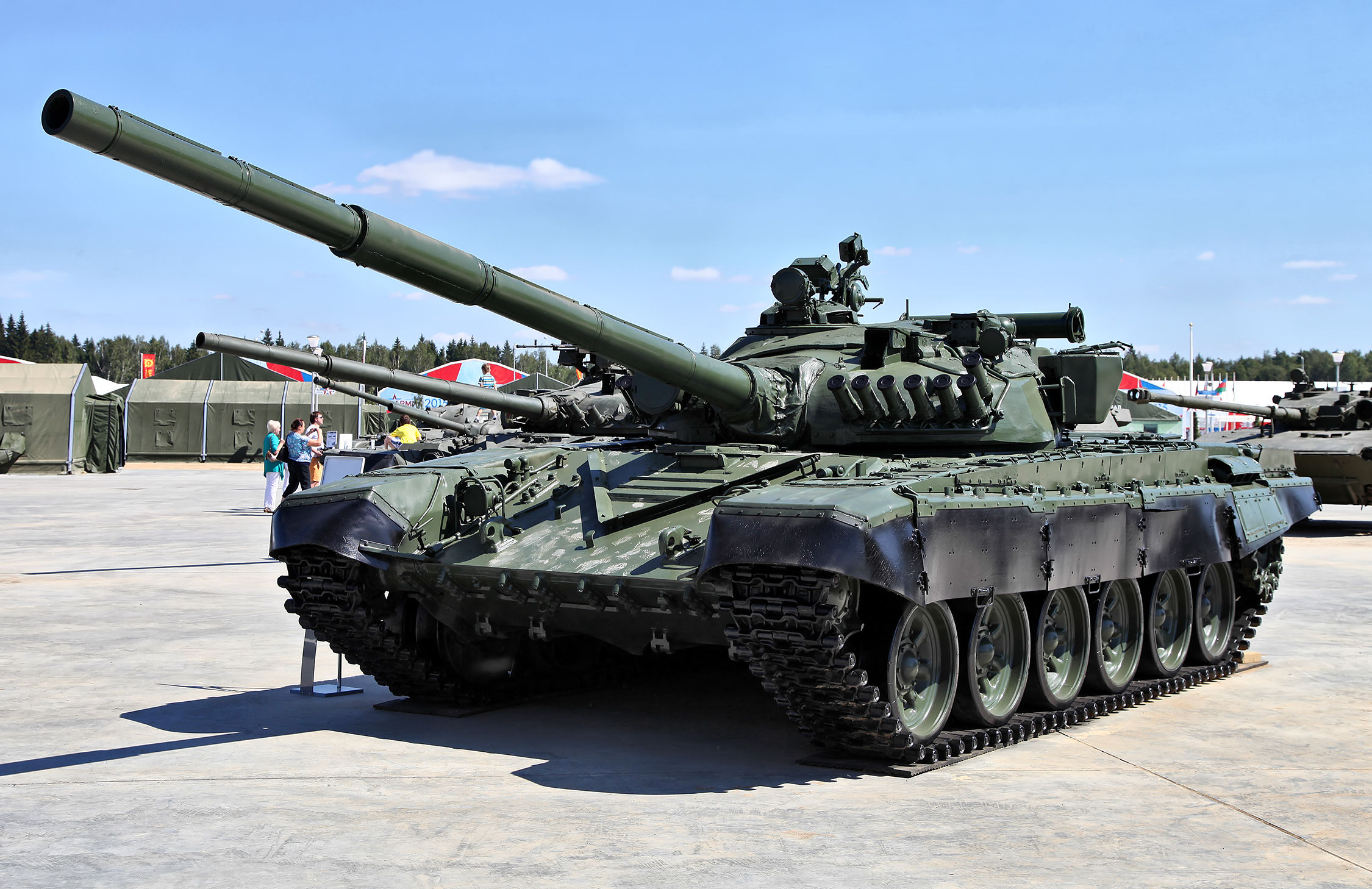
T-72A

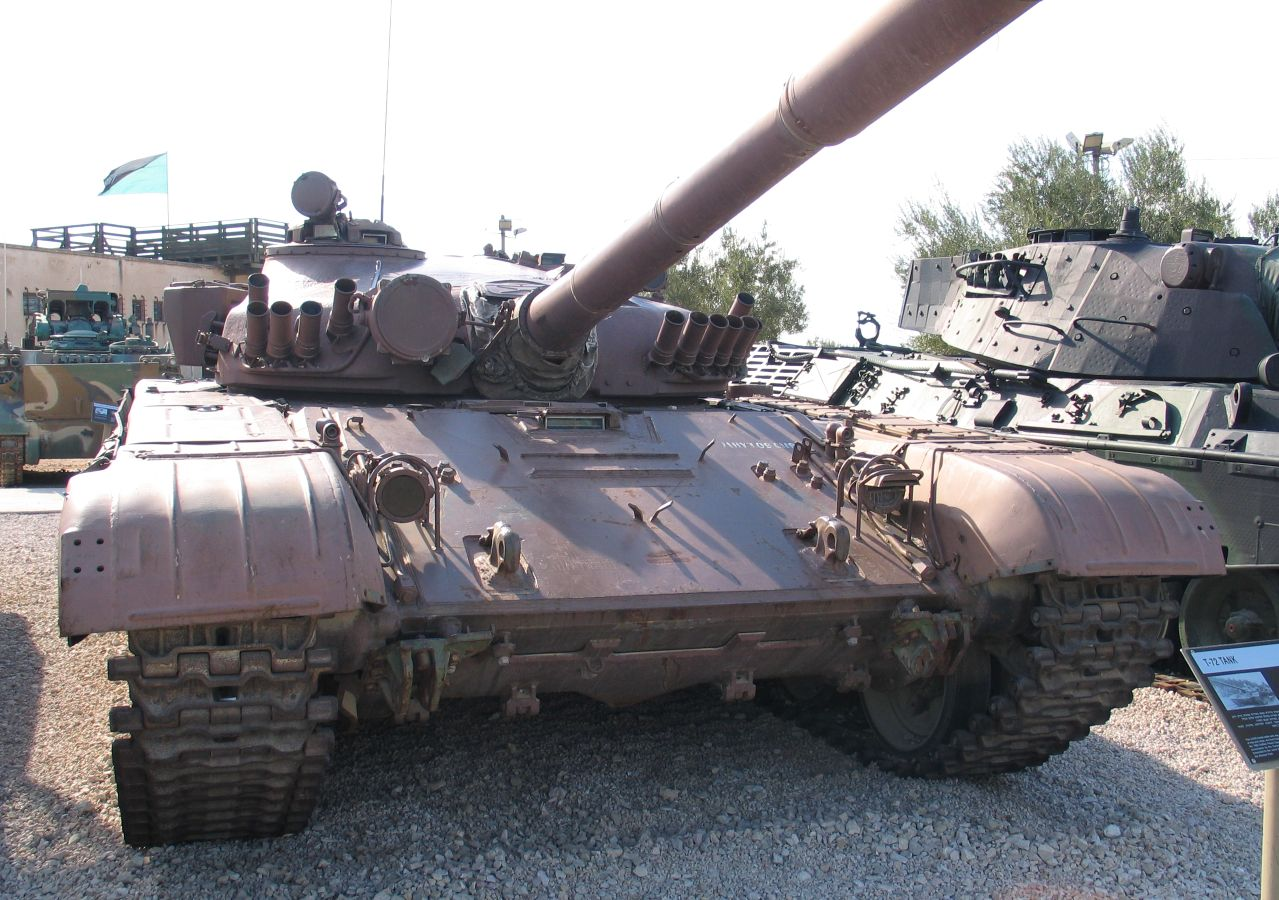
T-72B

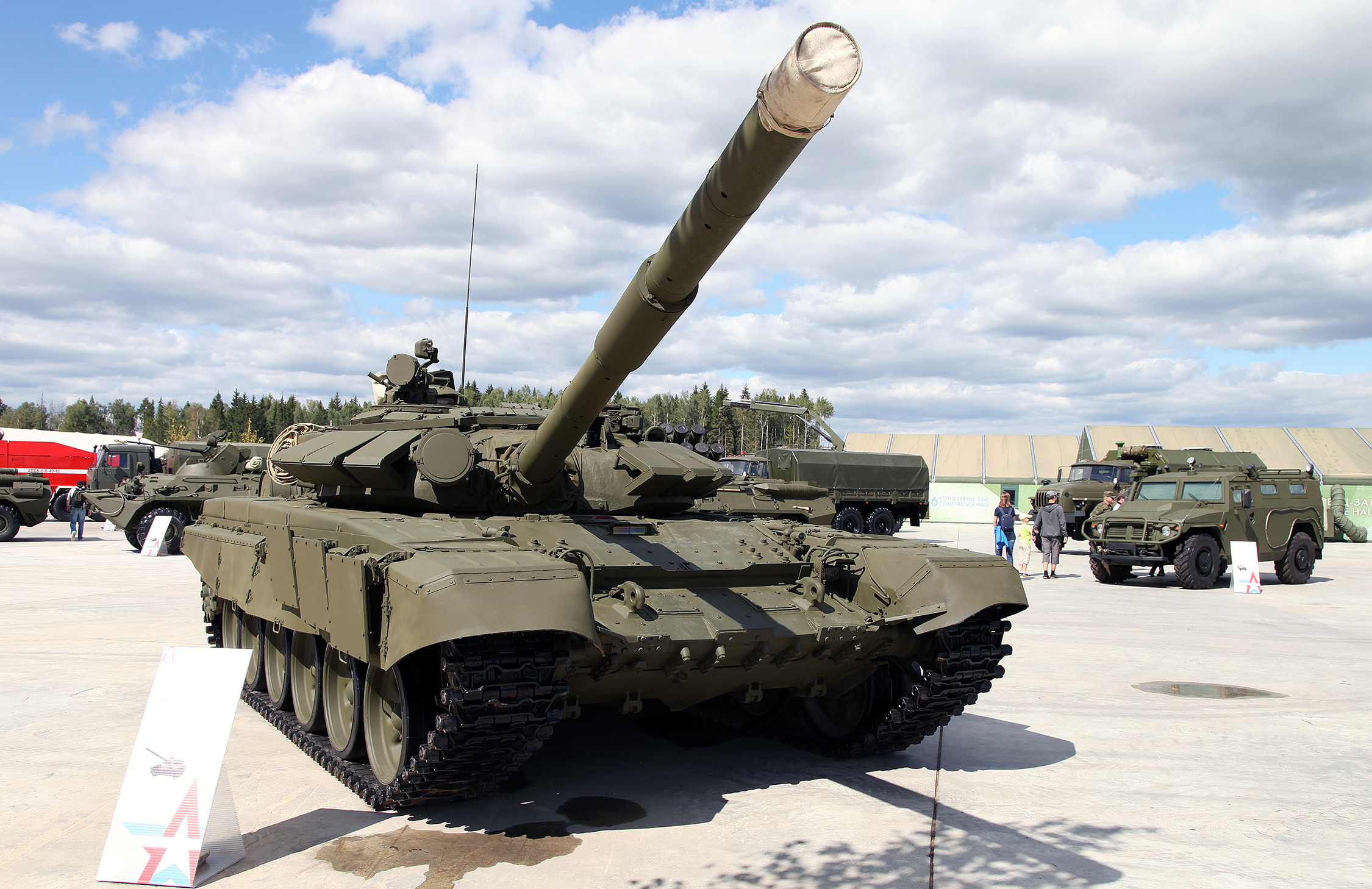
T-72B 1989年型
特徴的なコンタークト5が装備された

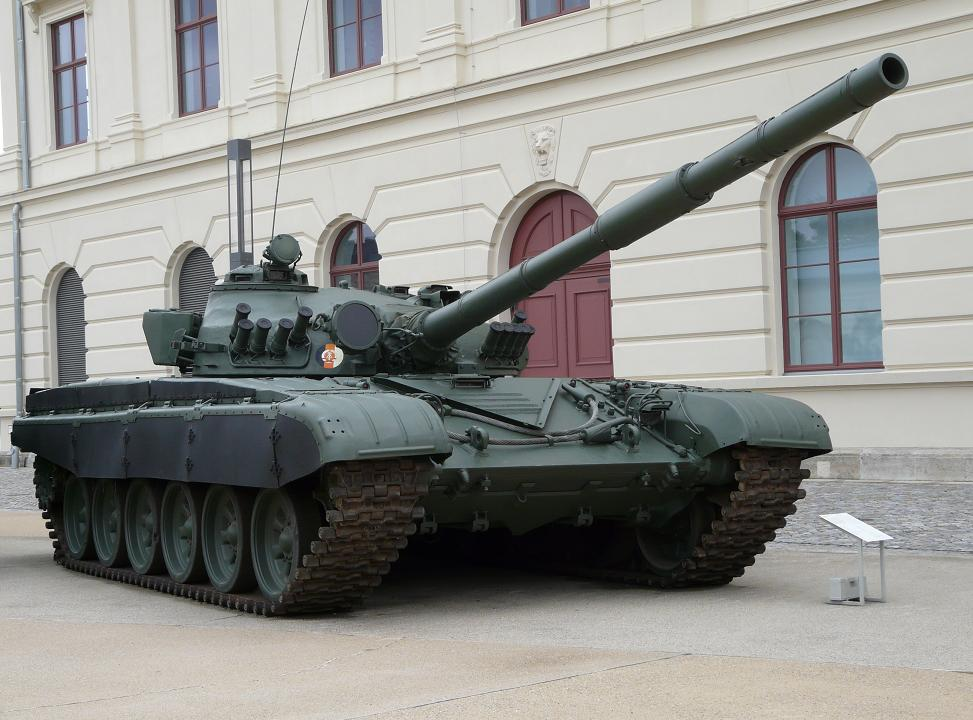
T-72M(旧東ドイツ陸軍所属車両)
T-72M1に準じた改修が施されている

T-72 ウラル（T-72 «Урал»）（オブイェークト172M）
極初期の生産タイプ。主砲は48口径125mm滑腔砲D-81TM（2A26M2)を装備。TPD-2-49ステレオ式測遠機を装備し、L-2AGルナ2赤外線サーチライトをT-64と同じく主砲左側に装備しているのが特徴（赤外線サーチライトの位置については生産途中から後のタイプと同様の主砲右側に変更された）。
T-72K ウラルK（オブイェークト172M-K）/T-72K1/T-72K2/T-72K3
ウラルの指揮戦車仕様。師団指揮仕様にはR-123M、R-173といった無線機と10m級伸縮マストを装備。大隊と連隊指揮仕様にはR-130M無線機を搭載している。当時のNATOでは、K1は中隊指揮仕様、K2は大隊指揮仕様と、K3は連隊指揮仕様と定めていた。
オブイェークト 172-2M バッファロー
1970年代初頭に作られたウラルの近代改修型。前面装甲の斜面の角度を30度に変更。車体の側面を保護する金属製サイドスカート、砲塔を保護する装甲幕、搭載可能な砲弾が45発に増加。サスペンションが変更され、煙突榴弾(SGD)も装備された。更にエンジンの出力が840馬力に増加されている。
T-72 ウラル1（オブイェークト172M1）
1976年から生産されたウラルの改良型。新しい滑腔砲である2A46を装備し、車体側面の装甲パネルを廃止した。
T-72A（オブイェークト176）
1970年代後半に登場した改良型。外観上で分かる改良点として砲塔前面への複合装甲の採用、ラバー製サイドスカート、TPD-1Kレーザー測距機、砲塔前面への902A発煙弾発射機の取り付けが挙げられる。また1982年以降の生産車から1A40射撃統制装置の搭載や暗視装置のTPN-3-49暗視装置への更新等が行われている。
複合装甲による砲塔前面部の独特の「膨らみ」から、西側ではグラマーで有名な女性歌手ドリー・パートンの愛称で呼ばれた。
T-72AV（オブイェークト176V）
1980年代半ばに登場した爆発反応装甲（ERA）を装備したT-72A。
T-72B（オブイェークト184）
より高性能な射撃管制装置1A40-1を搭載すると共に、レーザー誘導型対戦車ミサイル発射機能を搭載した。また砲塔前面の複合装甲を更に強化（西側ではスーパー・ドリー・パートンとして知られる）し、コンタークト1爆発反応装甲を装着、エンジンも出力を向上させた新型のV-84-1（840馬力）となり、攻撃力・防御力・機動力を向上させている。
以後ERAの更新や、主砲及び射撃管制装置、エンジンなどを換装することで強化を続け、今日ロシア軍で配備されているT-72B3などの発展型はこのタイプがベースとなっている。
T-72B1（オブイェークト184-1）
T-72Bからレーザー誘導型対戦車ミサイル発射機能を排除した簡易型。
T-72BK（オブイェークト184K）
T-72Bの指揮官用車両。偵察機能、指揮系通信機・通信アンテナの増設。
T-72B 1989年型（Т-72Б обр. 1989）
T-72Bの強化型の仮称。コンタークト5爆発反応装甲・砲塔部に複合装甲を搭載。1988年から生産された。T-72BMとも書かれる。
T-72 ウラル(オブイェークト172M-E/E1)
ウラルの輸出型。後期生産車では主砲を2A46に変更している。
T-72M(オブイェークト172M-E2/E3/E4)
1981年から生産された輸出型。本国仕様のウラル-1に準じており、TPD-1Kレーザー測距機を搭載している。E3/E4からゴム製サイドスカートの装備や砲塔正面への902A発煙弾発射機の装備等T-72Aに準じた変更がなされている。一方で砲塔はウラルから引き続き単なる鋳造鋼鉄製のままとなっている。
T-72M1(オブイェークト172M-E5/E6)
1983年から生産された輸出型。主砲や電子機器等はT-72Mから踏襲しているが、砲塔前面に複合装甲を封入し、車体正面へ増加装甲を溶接するなど初期型のT-72Aと同一の仕様となっている。
T-72S(オブイェークト172M-E8)
ソ連時代に開発された最後の輸出型。基本的な仕様はT-72Bと同一だが、コンタークト1ERAの装着数を減少している。一方でエンジンをT-90と同型のV-84MSを搭載し、本国仕様では搭載を見送られたDVE-BS風向センサーを装備するなど一部で本国仕様を上回る性能となっている。

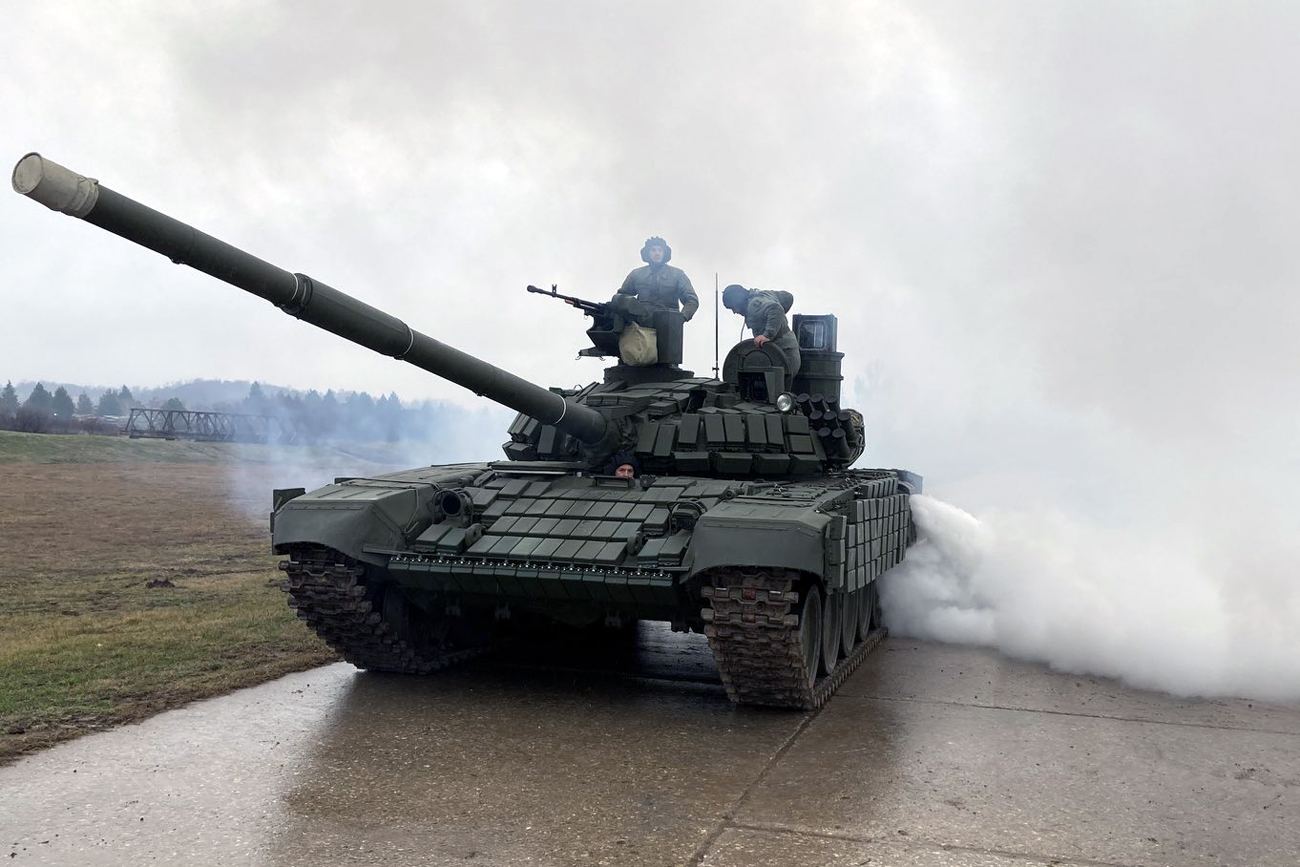
T-72B1MS

T-72B1MS ホワイトイーグル
2012年に公開されたT-72B1の近代化改修型。初公開時の展示車が全面ホワイト塗装だったため、メディアなどでホワイトイーグルのニックネーム（非公式）が付けられた。
最大の特徴は砲塔上面左側後部に設置された車長用熱線映像式パノラマで、主砲・エンジン・装甲などはT-72B1から変更がない一方、電子機器を中心としたソフト面が大幅にアップグレードされている。2016年にニカラグアに採用された他、ウルグアイなどこれまでT-72の顧客では無かったラテンアメリカの国々に輸出された他、2019年にはラオス人民軍に当時保有していたT-34との置き換えという形で納入された。
T-72B ロガートカ（オブイェークト184M）
2006年に初公開されたT-72新型改修モデル。愛称は「投石器」のこと。
第三世代の爆発反応装甲レリークト、55口径125mm滑腔砲2A46M-5、1,000馬力のV-92エンジン、新型射撃管制装置ソスナー、赤外線型夜間射撃暗視装置などを装備する。

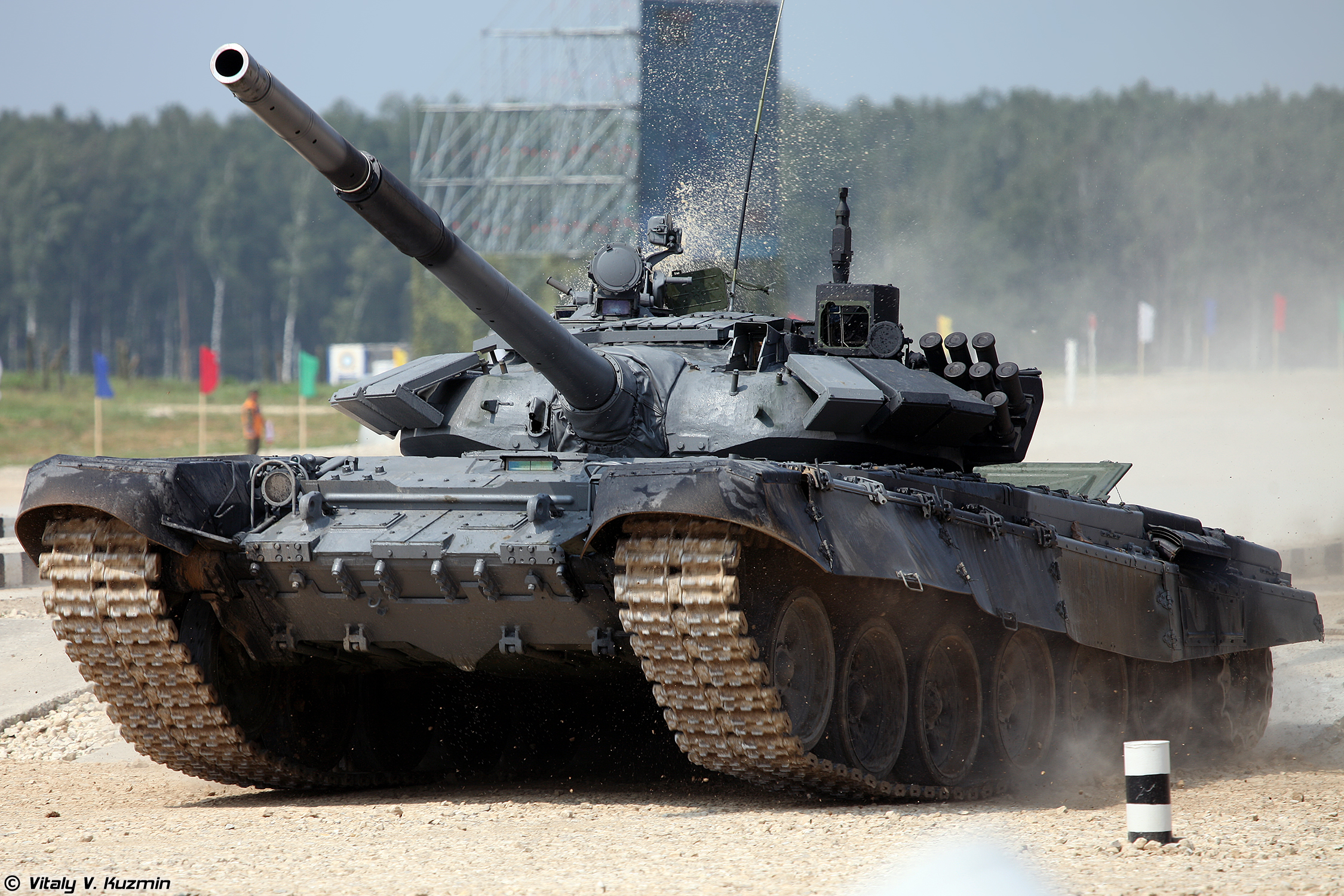
T-72B3

T-72B3（オブイェークト184-3）
2013年にロシア軍が調達を開始したT-72B改修モデル。
ソスナ-U、2A46M-5、APU（補助動力装置）、ダブルピン式のキャタピラを装備する。
砲塔構造が従来のT-72Bとコンタークト5の組み合わせであるため、防御力ではT-90Aに劣るものの、攻撃力と機動力では準ずる性能を目指している。2016年以降の車両は防護能力を強化しエンジンをV-92S2F(1130馬力)に変更(T-72B3UBkh又はT-72B3M)、2022年のウクライナ侵攻後はさらに防護能力が強化されたタイプが納入されている。

旧式化した既存のT-72B/B1/BAを有効活用できることから、ロシア軍ではT-90Aの生産を取りやめ、T-72Bの本タイプへの改修が最優先され、主力装備となっている。
2022年ロシアのウクライナ侵攻でT-72B3を鹵獲したウクライナ軍兵士は、唯一の製造元であるウラルヴァゴンザボードに一貫性がないため、電動で回転するはずの砲塔は故障続きで乗員が手動で回転させなければならないなど故障の多さを指摘している。

## 派生型

### ソ連/ロシア
BREM-1
T-72の車体をベースにした回収戦車。
IMR-2
T-72の車体をベースとした重戦闘工兵車。
BM-1
T-72の車体に30連装サーモバリック爆薬弾頭ロケット弾発射機を搭載した、自走式多連装ロケットランチャー。
BMO-T
T-72ベースの重装甲兵員輸送車。ロシア海軍歩兵の火炎放射部隊に配備されている。
MTU-72
T-72ベースの架橋戦車。
T-90
T-72Bの発展型として開発された第三世代主力戦車。

### イラク

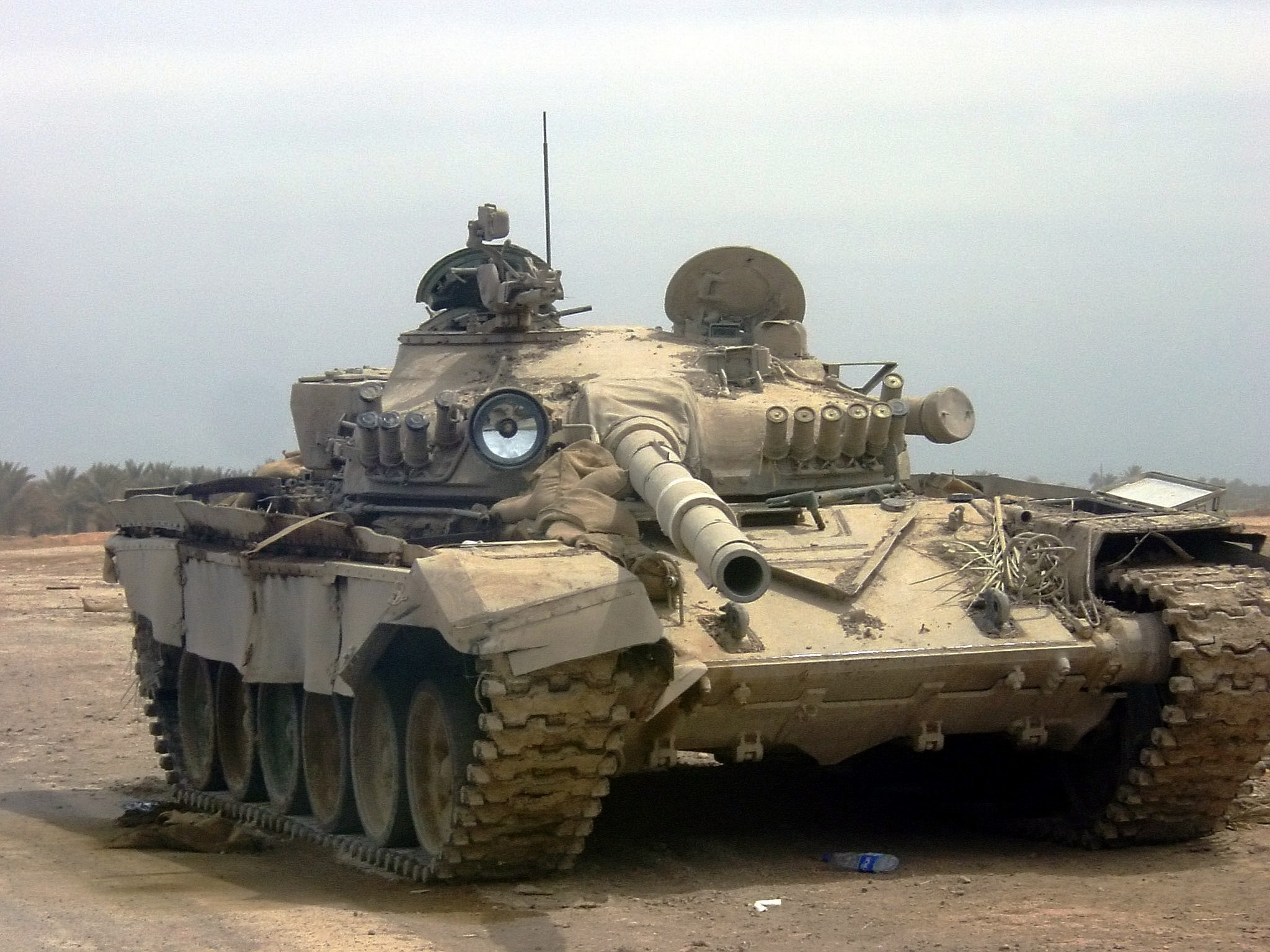
イラク戦争時に放棄されたアサド・バビル

アサド・バビル（「バビロンのライオン」の意）
T-72のイラクモデル。
1988年のバグダードの兵器ショーで、国産型と称して展示発表された。実際はポーランド製の輸入部品をくみ上げた、T-72Mのノックダウン生産品であった。
クウェート侵攻と湾岸戦争において、T-72M/M1と共に実戦に投入された。最初は有利な戦いを進めていたが、多国籍軍の保有するM1エイブラムスやチャレンジャー1といった近代的な戦車と装備や性能の差で不利になり次々と撃破された。

### インド
アジェヤ
インドでライセンス生産されたT-72M1。1987年から1994年までに1,068両生産された。

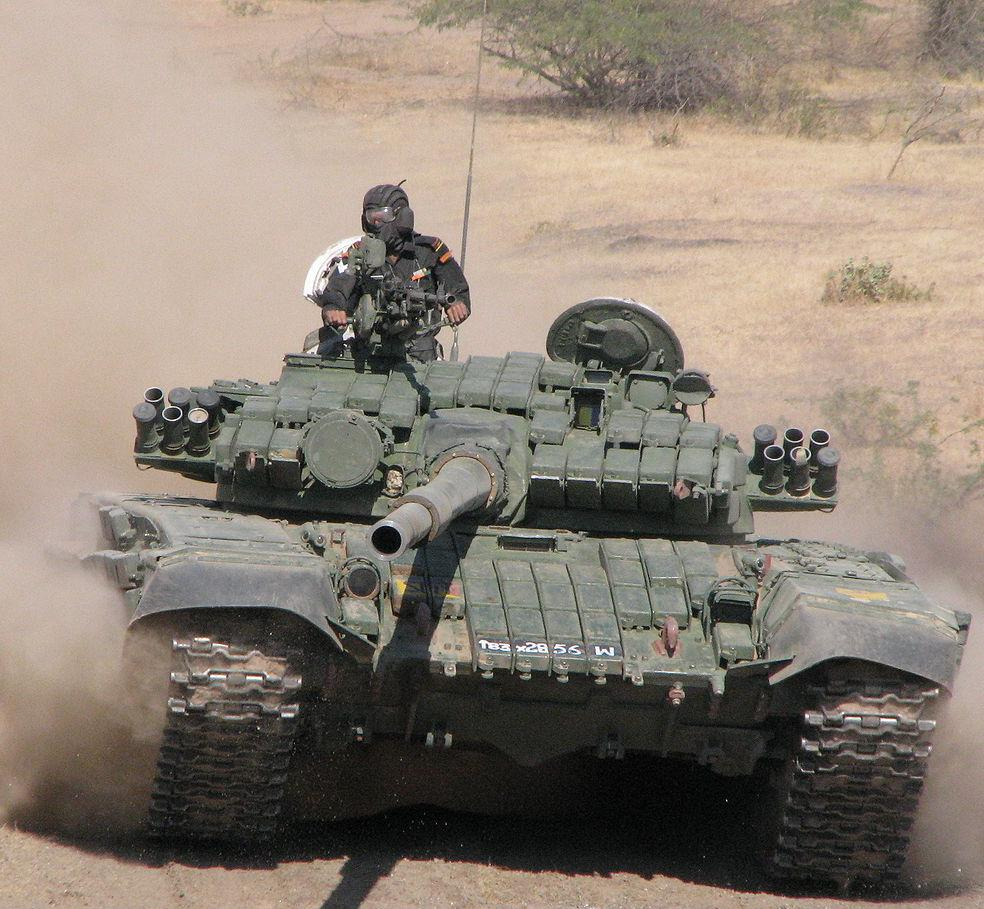
アジェヤMK-1
インド版T-72AV
車体と砲塔に国産の爆発反応装甲を装着している。
CJアジェヤ
GPS機能、爆発反応装甲・レーザー警報機能・射撃管制機能の強化・赤外線型夜間暗視装置・ポーランド製1,000馬力エンジンを搭載。
TANK-EX
インド製。T-72の車体に自国開発のアージュン戦車の砲塔を搭載。プロトタイプのみ。

### ウクライナ

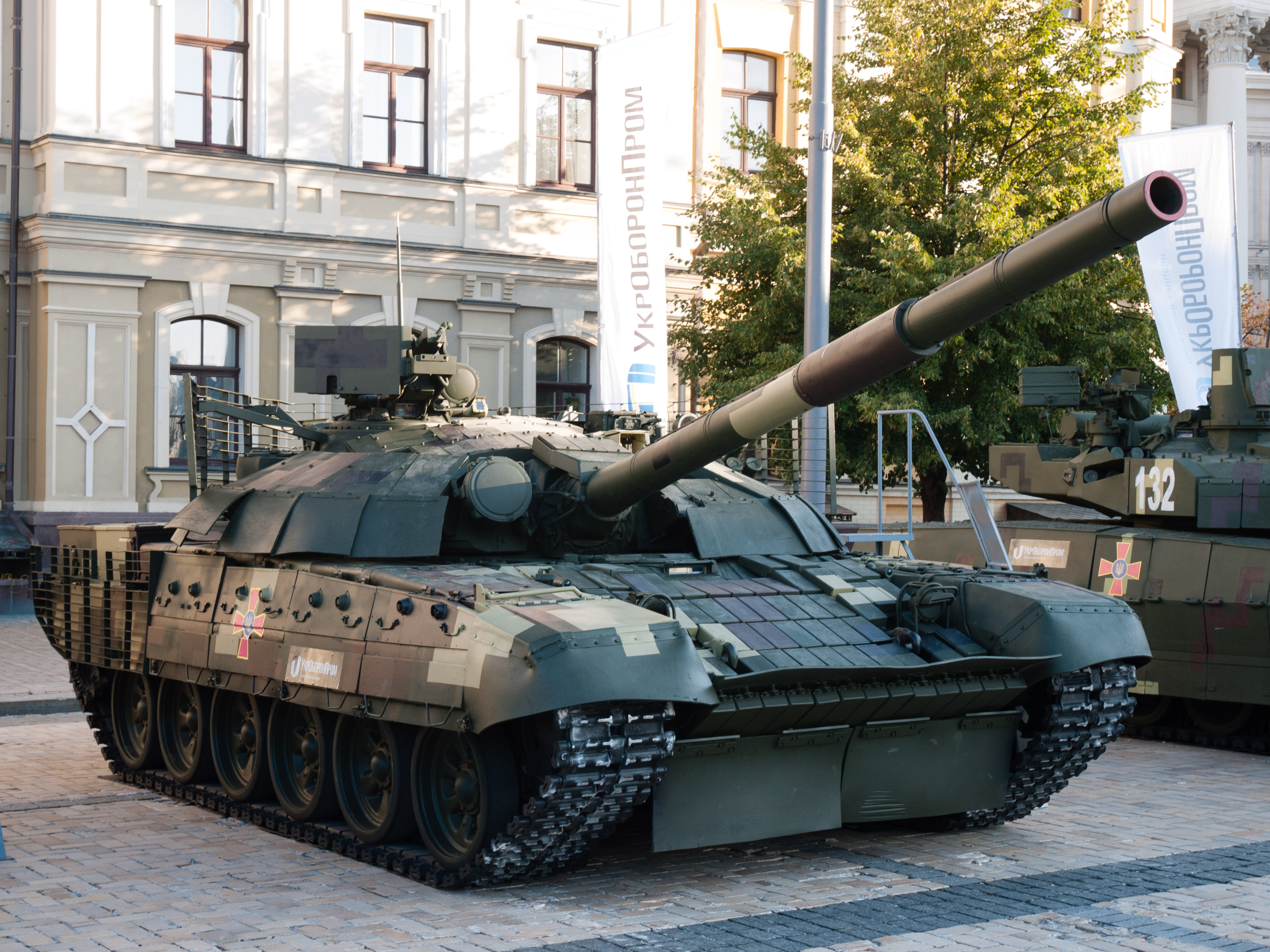
T-72AMT（2018年撮影）

T-72AM
ウクライナで配備されたT-72Aの改修型。
T-72BMに準じた規格であるが、装備品の一部をウクライナ製のものに換装している。コンタークト5と自動制御式の射撃管制装置が特徴となっている。
T-72MP
ウクライナのKMDB社のT-72の近代改修キット。
T-80UDやT-84の技術をベースにT-72をアップグレード。エンジン出力強化、射撃管制装置の改修・装甲の強化。チェコとの共同開発で、フランスの会社の技術も織り込まれる。
T-72AG
ウクライナのKMDB社のT-72の近代改修キット。
主砲の有効射程が延長されている他、対戦車ミサイルの運用が可能。砲手用サイトをスタビライズを強化した1G46に換装し、暗視装置を強化。車長用サイトにはオーバーライド機能を追加した。射撃管制装置は1V528自動入力式弾道コンピューターに換装。装甲はT-84と同等の爆発反応装甲とゴム板が追加され、エンジンはT-84と同じ6TD-12に強化。
T-72-120
ウクライナのKMDB社のT-72の近代改修キットで、同社の開発したT-84-120 ヤタハーンに準じた性能を保証している。
NATO規格の120mm滑腔砲対応の主砲、および自動装填装置を装備。120mm砲対応の対戦車ミサイルも発射可能。
BMT-72
ウクライナのKMDB社で開発された歩兵戦闘車型。姉妹型車輌にBTMP-84がある。
T-72AMT
ウクライナ製の近代化改修型。キーウ装甲車両工場にて開発された。コンバット対戦車ミサイルの運用能力を付与したほか、T-64BM ブラート等に装備されているニージュ爆発反応装甲の改良型「シュチート」を装備している。

### スロバキア

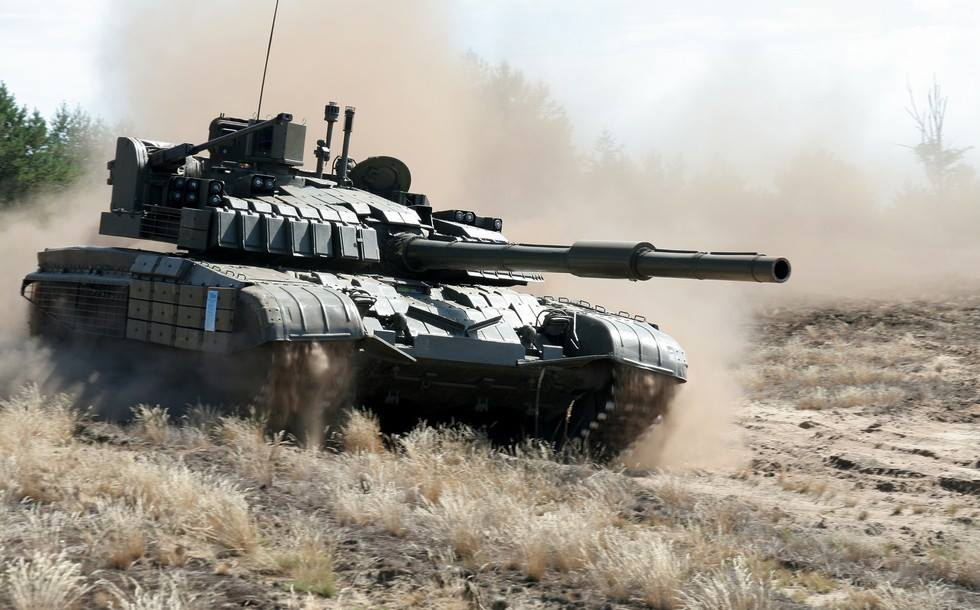
T-72M2

T-72M1 モデルナ
スロバキアのZTSテース・マルチン社による近代化改修型。
車体前部と砲塔に爆発反応装甲を装着し、射撃管制装置を電子化。さらに射撃サイトを換装した上にエリコン・コントラバス製KAA-001 20mm機関砲を砲塔左右に1丁ずつ装備。
T-72M1-A
T-72M1 モデルナの改良型。
射撃管制装置を国産のEFCS-72Aコンピューターに換装し、車長サイトをSGS-72Aスタビライズ・パッシブサイトに換装。レーザー警報装置を追加装備。エンジンは850馬力のS12Uに換装し、トランスミッションも改良されている。その代わり、対空機関砲は撤去されている。
T-72M2 モデルナ2
T-72M1 モデルナの改良型。
射撃管制装置と射撃サイト、弾道コンピューター、CRTディスプレイをリンク化。さらに、2A42 30mm機関砲を砲塔右側に独立して装備。
ズザナT-72M1
スロバキアのズザナ社製の自走砲。T-72M1の車体にズザナ 155mm自走榴弾砲の砲塔を搭載。インド軍に提案されたが不採用となった。その後、スロバキア陸軍、キプロス陸軍が採用している。

### チェコ

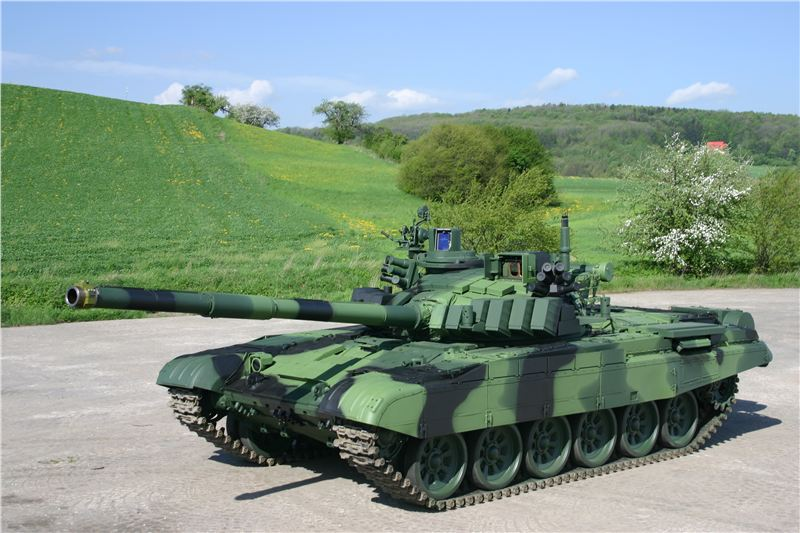
T-72M4CZ

T-72M3CZ/T-72M4CZ
ビロード離婚により戦車製造工場を失ったチェコが、第025軍修理工場（VOP025）を中心に開発した近代化改修型。
PSP T-72MP
チェコのPSPボヘミアAS社がフランスのSAGEM、ウクライナのハリコフ・モロゾフ機械設計局、マリシェフ工場と共に提案した近代化改修型。
車体前部・砲塔・仕様爆発反応装甲を装着し、シュトーラ1、SEGAM SAVEN 15MPデジタル射撃管制装置APSを装備。仏製レーザー測距機・パッシブ暗視装置装備射撃サイトに改装。主砲は改良型のサーマルスリーブ・砲口照合装置2A46M-1に換装。エンジンは、水平対向ピストン６TD-1エンジン1,000馬力または水平対向ピストン6TD-2エンジン1,200馬力に換装。
T-72 スカラベ
チェコのエクスカリバー・アーミー社が自社開発した輸出向けの近代化改修型。車体及び砲塔前面に国産のDYNA爆発反応装甲を装着し、併せてエンジンをV-84に換装、照準器・視察装置の更新による暗視能力のパッシブ化、対空機銃のRWS化が盛り込まれている。
T-72EA アヴェンジャー
エクスカリバー・アーミー社が2021年に発表したT-72の近代化改修型。同社が開発したスカラベを下敷きにしつつ、爆発反応装甲をコンタークト1に変更、対空機銃を従来の手動操作式に据え置くなど改修内容を簡略化している。

### ポーランド

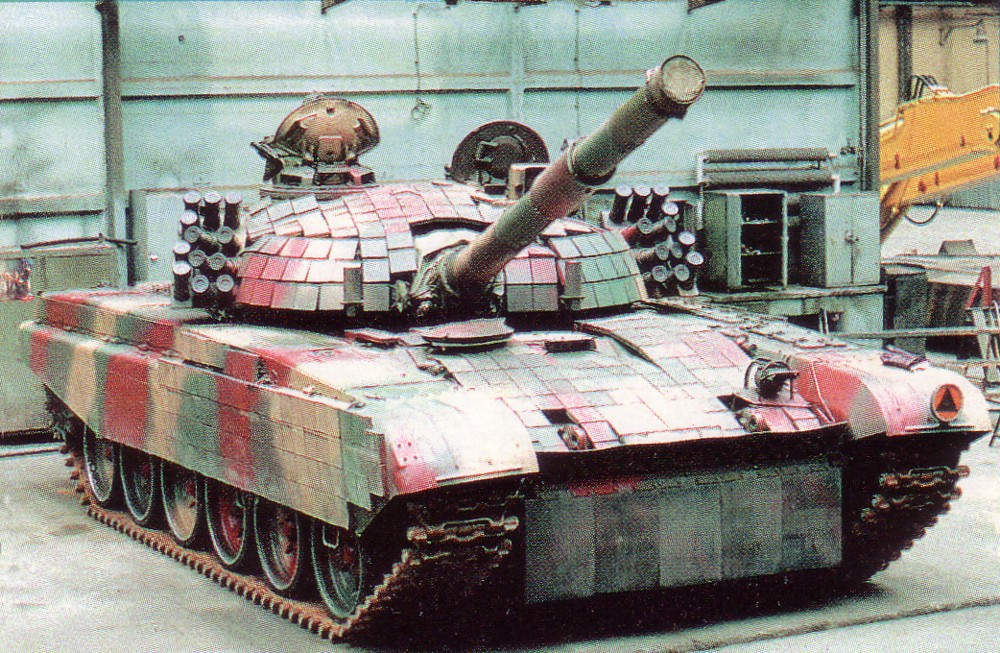
PT-91

T-72MIZ
ポーランドが自国製のT-72M1に南アフリカのデネル社製タイガー射撃管制装置、爆発反応装甲、レーザー警報装置を装備し、エンジンをS12Uに換装するなど、PT-91に準じた改修がされている。
PT-16
ポーランドがT-72M1のシャーシをベースに、主砲をNATO規格のAPFSDS-T弾を使用できる国産の120mm滑腔砲を装備した改修型。
T-72M1R
2010年代に開発されたT-72M1の近代化改修型。砲手用暗視照準器をKLW-1「アステリエ」を備えたPCT-72に換装し、通信機をデジタル式無線機に更新する等一部の機能をPT-91と同水準の仕様に強化している。また砲塔後部に資材積載用の大型ラックが追加されている。
TC-90
ポーランド製の戦車橋で、最大19mの間隔に20mのシザース式戦車橋を架けることが可能。
WTZ-3
ポーランド製の装甲回収車。
車体上にTD-50 15tクレーンやドーザー・ブレード、ウインチなどを装備。ポーランド陸軍のほか、インド陸軍が採用している。
MID
WTZ-3を基にした装甲工兵車両。試作車3両のみが製造された。
PT-91 トファルディ
ポーランド製のT-72M1の改修型。
自国オリジナルの射撃管制装置・爆発反応装甲・パッシブ型夜間映像装置を装備。主にアップグレード・キットとして提供しており、ポーランド陸軍とマレーシア陸軍が採用した。

### ルーマニア
TR-125
ルーマニア版T-72。エンジンやサスペンションを改良。プロトタイプが数両のみが製造された。

### ユーゴスラビア
M-84
ユーゴスラビアでライセンス生産されたT-72M/M1。約500輌生産。
輸出型はクウェート軍に200輌配備されている。

## 使用国

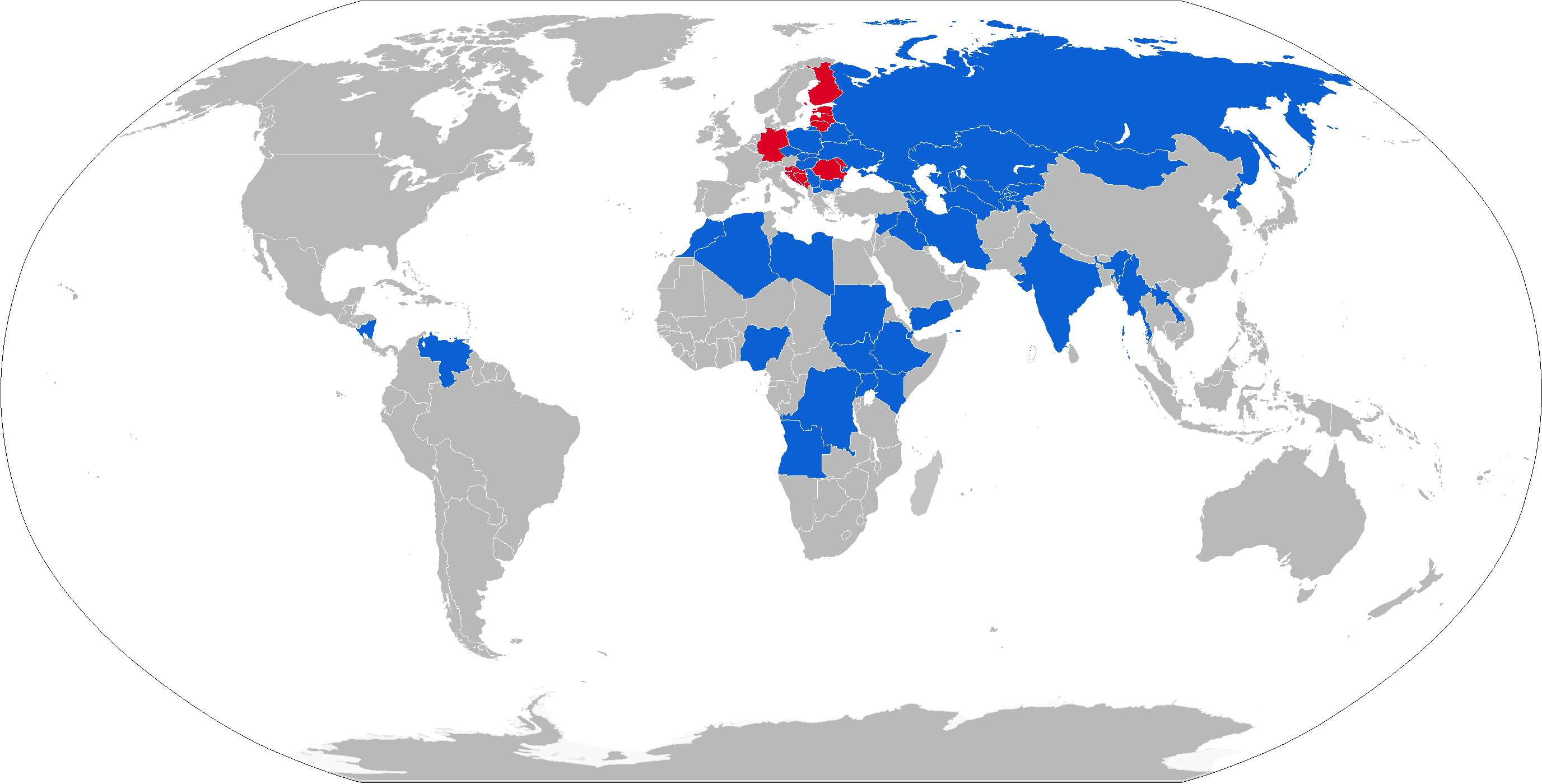
T-72使用国(青は現役、赤は退役)

T-72の派生型及び運用国も参照。
- アルジェリア

2023年時点で、325両のT-72M1/M1M、600両以上のT-90SAを保有。
- アンゴラ

2023年時点で、50両のT-72M1を保有。
- アルメニア

2023年時点で、推定100両のT-72A/B、1両のT-90Aを保有。
- アゼルバイジャン

2024年時点で、404両のT-72A/AV/B/SIM2、93両のT-90Sを保有。
- ベラルーシ

2023年時点で、477両のT-72B、20両のT-72B3 modを保有。
- ブルガリア

2024年時点で、90両のT-72M1/M2を保有。
- クロアチア

2023年時点で、74両のM-84を保有。
- チェコ

2023年時点で、30両のT-72M4CZを保有、89両以上のT-72M1を保管中。
- コンゴ民主共和国

2023年時点で、100両のT-72AVを保有。
- エチオピア

2023年時点で、推定100両のT-72B/UA1を保有。
- ジョージア

2024年時点で、100両のT-72B/SIM-1を保有。
- ハンガリー

2024年時点で、44両のT-72M1を保有。
- インド

2023年時点で、2,418両のT-72M1、推定1,200両のT-90Sを保有。
- イラン

2023年時点で、480両のT-72Sを保有。
- イラク

2023年時点で、168両以上のT-72M/M1、73両のT-90Sを保有。
- カザフスタン

2023年時点で、350両のT-72BAを保有。
- ケニア？

2008年9月、ウクライナからケニア軍向けに海上輸送中の33輌のT-72は、ケニア沖でソマリアの海賊にベリーズ船籍の貨物船ファイナ（さらにファイナに積載されていた大量の兵器）もろとも強奪され、ニュースになった（多額の身代金により解放）。ケニア政府はケニア軍向けとしているが、実際には南スーダン向けだった可能性があると報じられており、IISSの「The Military Balance 2023」では、ケニア軍の保有装備とはみなしていない。
- キルギス

2023年時点で、150両のT-72を保有。
- クウェート

2023年時点で、75両のM-84ABを保有、75両を保管中。
- ラオス

2023年時点で、10両のT-72B1を保有。2018年12月から2019年1月にかけて、ラオスが運用していた第二次世界大戦時に開発された状態の良いT-34戦車をロシアに引き渡し、代わりにロシアのT-72B1MSに置き換えられた。
- リビア

2023年時点で、T-72を保有。
- マレーシア

2023年時点で、48両のPT-91Mを保有。
- ミャンマー

2023年時点で、50両のT-72Sを保有。
- モロッコ

2024年時点で、40両のT-72B、47両のT-72EAを保有し、さらに順次T-72BからEAへの改修を実施中。
- モンゴル

2023年時点で、50両のT-72Aを保有。
- ナイジェリア

2023年時点で、10両のT-72AV、31両のT-72M1を保有。
- ニカラグア

2023年時点で、20両のT-72B1MSを保有。
- ポーランド

2023年時点で、232両以上のPT-91、130両のT-72A/M1/M1Rを保有。
- ロシア

ロシア陸軍
2023年時点で、400両のT-72B/BA、500両のT-72B3、250両のT-72B3M、200両のT-90A、100両のT-90Mを保有、T-72・T-90系を含む5,000両の戦車を保管中。
ロシア海軍（海軍歩兵）
2023年時点で、170両のT-72B/B3/B3Mを保有。
ロシア空挺軍
2023年時点で、50両のT-72B3/B3Mを保有。
- セルビア

2023年時点で、197両のM-84、2両のM-84AS1、30両のT-72MSを保有。
- スロバキア

2023年時点で、30両のT-72Mを保有。
- スロベニア

2023年時点で、14両のM-84を保有、32両を保管中。
- 南スーダン

2023年時点で、80両のT-72AVを保有。
- スーダン

2023年時点で、70両のT-72AVを保有。
- シリア

2023年時点で、T-72/T-72AV/B/B3/M1及びT-90/T-90Aを保有。
- タジキスタン

2023年時点で、28両のT-72ウラル/A/AV/B、3両のT-72B1を保有。
- トルクメニスタン

2024年時点で、650両のT-72/T-72UMG、4両のT-90Sを保有。
- ウガンダ

2023年時点で、40両のT-72A、10両のT-72B1、44両のT-90Sを保有。
- ウクライナ

ウクライナ陸軍
2023年時点で、500両のT-72AV/AV mod201/B1/B3/M1/M1R及びPT-91、10両のT-90Aを保有。
ウクライナ国家親衛隊
2023年時点で、T-72及びT-90Mを保有。
- ウズベキスタン

2023年時点で、70両のT-72を保有。
- イエメン

2023年時点で、T-72を保有。
- ベネズエラ

2023年時点で、92両のT-72B1を保有。
- ベトナム

2023年時点で、64両のT-90Sを保有。
現在使用していない国
 チェコスロバキア
897両から973両のT-72を運用した。ビロード離婚によりチェコとスロバキアにそれぞれ引き継がれた。
 フィンランド
1984年から1990年にかけてソ連からT-72M1を70両導入し、その2年後に旧東ドイツ軍で運用されていた車両(T-72M1)を97両購入した。2006年にレオパルト2A4に更新される形で退役した。
 東ドイツ
1979年から1989年までに583両導入。ドイツ再統一によってドイツ連邦陸軍に引き継がれた。
 ドイツ
統一後に短期間使用していたが、1990年代半ばに全車両が退役している。
 北マケドニア
2022年7月、保有していた31両のT-72をウクライナに供与した。
 ルーマニア
T-72ウラルを30両購入したが、現在は退役しており一部の車両は海外に売却された。またT-72をベースにTR-125を開発していたが、ルーマニア革命でチャウシェスク政権が崩壊したことを受け、計画は中止された。
 ソビエト連邦
ソ連崩壊後に旧構成諸国に継承された。
 ユーゴスラビア
ライセンス生産型のM-84を運用していたが、ユーゴスラビア内戦後に一部の旧構成諸国に継承された。また、M-84の生産開始に先立って、93両のT-72Mが引き渡されている。
研究目的で購入した国
 アメリカ合衆国
研究のために購入。
 大韓民国
1990年代にT-72M1をドイツ若しくはポーランドから入手している。
 北朝鮮
映画「一生涯人民の中で」の9作目にて、不鮮明ながらも1両のT-72ウラルを保有していたことが判明しており、イランから提供されたイラク軍の鹵獲車両である可能性が高い。後に北朝鮮が開発した暴風号/暴風虎の設計に影響を与えている。
 中国
T-72ウラルを他の運用国から購入。1980年代にルーマニアから秘密裏に提供された説やイスラエルから鹵獲車両を入手した説がある。入手したT-72を元に開発されたのが98式戦車及び99式戦車である。また2023年時点で、第3国への輸出を想定したとされる、新型の砲塔を搭載した独自改修型が国内で確認されている。

※日本のオウム真理教も導入を検討したが見送った。

## 登場作品

### 映画
『FUTURE WAR 198X年』
ワルシャワ条約機構軍の戦車として登場。大挙して東西ドイツ国境を突破し、NATO軍の反撃に構わず西進するが、錯乱したマイケルの放った戦術核で全滅する。
操縦席のシーンでは、運転窓がペリスコープではなく単なるガラス窓となっている。
『アヴァロン』
映画の冒頭、仮想空間の戦場に登場する戦闘車両として、ZSU-23-4と共に登場。
ZSU-23-4と共にロケ地のポーランド陸軍の協力により、実車が登場している。
『エクスペンダブルズ2』
犯罪武装集団「サング」の戦車として登場。レーザー測定器を装備したタイプ（T-72M1）。
『エクスペンダブルズ3 ワールドミッション』
架空の国家「アズメニスタン」の軍の戦車として登場。ステレオ式測遠機を装備した初期型タイプおよびレーザー測定器を装備したタイプが多数登場する。
『エネミー・ライン』
セルビア人武装勢力の戦車として登場。ステレオ式測遠機を装備した初期型タイプと、レーザー測定器を装備したタイプ（T-72M1）が確認できる。
『戦火の勇気』
冒頭のアル・バスラの戦いにてイラク軍戦車として登場。
撮影に用いられたものは実車や他の車両を改造したレプリカではなく、外形のみをそれらしく製作したプロップである。
『山猫は眠らない2 狙撃手の掟』
セルビア人武装勢力の戦車として登場。
『ロード・オブ・ウォー』
兵器見本市のシーンや、ニコラス・ケイジ演じる主人公がウクライナ軍の装備を横流し同然に調達して売却するシーンに登場。
登場するものはウクライナ軍が実際に装備していた車両で、作中に保管場所として登場する軍の施設も、全て本物のウクライナ軍の駐屯地である。
『ハードコア (2015年の映画)』
エイカンの傭兵部隊の戦車として登場。
『ランボー3/怒りのアフガン』
中盤のソ連軍基地潜入シーンに一瞬だけ写っている。この際に写っている車両は後述のシーンに登場するレプリカ車両である。
終盤の砂漠での戦闘シーンに使用されたものは、M8トラクターを大規模に改造したものである。このクライマックスシーンはアメリカで撮影されており、T-72やその他のソビエト軍車両やヘリコプターも同様に西側の兵器を改造したレプリカである。
『サンダーブラスト 地上最強の戦車』
反米ゲリラ軍の戦車として登場。
『スリー・キングス』
イラク軍の戦車として登場。
『対決』
ワルシャワ条約機構軍所属のソビエト軍車両として登場。
『若き勇者たち』
ソビエトのアメリカ侵攻軍の車両として登場。
上記4作に登場するものも『ランボー3』に登場したものと同じレプリカ車両である。このレプリカ車両はT-72の特徴をよく捉えているが、砲塔が実物に比べて小さく、形状が平たくないことや、履帯の形状、砲塔前面周囲に装着されている発煙弾発射筒の形と位置で見分けることができる。なお、このレプリカ車両は2000年代になっても現存しており、『メギド』や『レッド・ドーン』といった作品に登場している。

### ゲーム
『War Thunder』
ソビエト連邦ツリーにて使用可能。現在VerではT-72A,T-72B,T-72B3,T-72AVが使用可能
『Operation Flashpoint: Cold War Crisis』
ソ連軍陣営で使用可能な戦車として登場する。レジスタンス陣営でも鹵獲した車両を使用可能。
『コール オブ デューティシリーズ』
『CoD4』
ロシア超国家主義派の主力戦車として登場する。ほとんどが迷彩を施されない状態で登場するが、一部のミッションで登場するものは迷彩が施されている。
『CoD:MW2』
ロシア軍が投下した戦車として、ワシントンD.C.の郊外に数両登場する。
『CoD:MW3』
ロシア軍の戦車として、T-90とともにヨーロッパ各地で登場する。
『CoD:BO2』
マルチプレイの一部マップにオブジェクトとして配置されている。

『大戦略シリーズ』
『戦闘国家シリーズ』
ロシアの基本装備として組み込まれている。
『バトルフィールドシリーズ』
『バトルフィールドベトナム』
北ベトナム軍の戦車として登場する。
『BF3』
キャンペーンにのみPLRの戦車として登場し、ミラー軍曹の戦車隊と交戦する。

『メタルギアシリーズ』
『MGSPW』
ボス敵として、T-72AとT-72Uが登場する。T-72Aには、サイドスカートや爆発反応装甲の増設が行われるなどの重装備となっている。
『MGSV』
「T77 Nosorog」という名前で登場。フルトン回収で鹵獲すれば自軍戦力として使用可能。

### 小説
『WORLD WAR Z』
ウクライナ軍の戦車として登場。ゾンビ戦争時、戦車隊にも拘わらず避難民の整理を命令され、キエフ近郊のパトナ橋に展開する。
『中国完全包囲作戦』（文庫名：『中国軍壊滅大作戦』）
統一朝鮮陸軍のK1およびK1A1と交戦する。
『平壌クーデター作戦』
北朝鮮の戦車として登場。金次帥率いる部隊や、護衛総局の戦車大隊が使用する。
『要塞シリーズ』
第一作「ニセコ要塞1986」及び第二作「十和田要塞1991」にてスミノフ軍の戦車として登場する。